# Saint-Coulitz
Saint-Coulitz ([sɛ̃ kuli], en breton : Sant-Kouled) est une commune du département du Finistère, dans la région Bretagne, en France.

## Géographie

### Situation, relief et hydrographie
| Châteaulin | Châteaulin    | Châteaulin |
| Châteaulin | Saint-Coulitz | Lothey     |
| Cast       |               | Briec      |

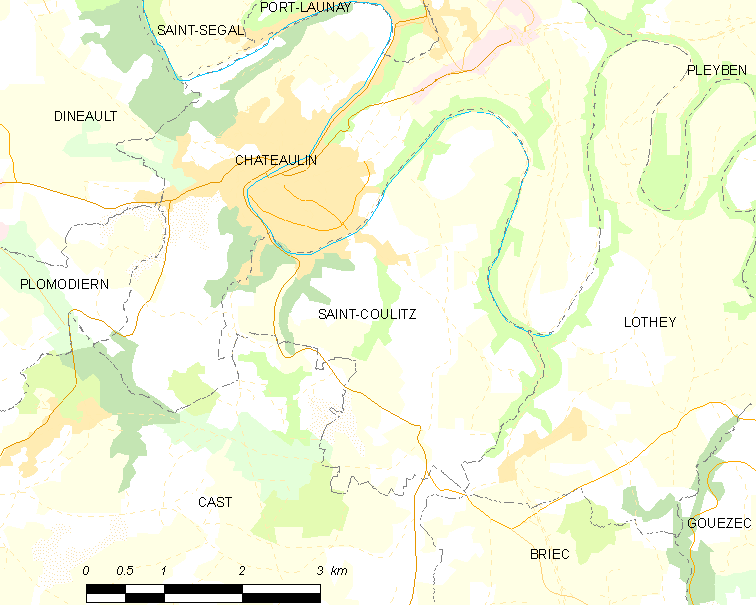
Carte de la commune de Saint-Coulitz.

Saint-Coulitz est situé dans la partie centrale du département du Finistère, dans le Bassin de Châteaulin, au nord-est du Porzay, au Nord du prolongement occidental des Montagnes Noires et au Sud (rive gauche) du fleuve côtier Aulne qui limite la partie nord de son finage, tant à l'Est, au Nord qu'à l'Ouest, dans le lobe du méandre très accentué, dont le bourg occupe le centre, que ce fleuve fait au niveau de la commune.
Le relief de Saint-Coulitz présente des dénivelés importants : l'altitude atteint plus de 220 mètres sur le flanc nor du Menez Quelc'h, un des sommets des Montagnes Noires, dont la commune possède une petite partie (sa partie sommitale, qui atteint 251 mètres d'altitude, fait partie de Plomodiern) ; toute cette partie sud du territoire communal, autour de Pennarzuil, le Run et Kerroué, est en pente assez forte et en position d'ubac. La partie orientale de la commune est dominée par le Menez Troboa, qui atteint 166 mètres d'altitude et dont les flancs, aussi en pente notable, sont totalement en Saint-Coulitz. Un sommet secondaire atteint 106 mètres à Pennaleurguer dans la partie occidentale du finage communal. Quelques très modestes affluents de rive gauche de l'Aulne ravinent ce terroir, s'encaissant notablement à proximité de leur confluence avec le fleuve côtier, certains servant un temps de limite communale, tant à l'Ouest avec la partie sud de Châteaulin, qu'à l'Est dans le vallon de Pennod avec Lothey ; un autre coule dans le centre-ouest de la commune, confluant avec l'Aulne près de Coatigrac'h.
La partie intérieure du méandre de l'Aulne qui forme la partie nord de Saint-Coulitz culmine à 72 mètres d'altitude (le bourg et vers 56 mètres) et forme un plateau dont le hameau de Kertanguy occupe le centre et est limité par le versant de rive gauche de la vallée de l'Aulne, en pente très forte côté est de la commune, notamment à l'Est du bourg ; la pente s'atténue  dazns la partie nord du lobe du méandre en raison de sa situation en position de rive convexe de part et d'autre du hameau de Gouésnarc'h et jusqu'à Coatigrac'h ; plus en aval, la pente du versant du fleuve côtier redevient forte en raison de l'amorce du méandre suivant de l'Aulne, dont la partie occidentale de Saint-Coulitz occupe cette fois-ci la rive concave, de part et d'autre du lieu-dit La Pointe et notamment sur le flanc nord du mont Banine qui atteint 90 mètres d'altitude. Le fleuve côtier, qui coule à 19 mètres d'altitude à son entrée sur le territoire communal, n'est plus qu'à 16 mètres à sa sortie de la commune.
| - Carte topographique de la commune de Saint-Coulitz. |

### Hydrographie
Pour un article plus général, voir Réseau hydrographique du Finistère.
La commune est située dans le bassin Loire-Bretagne. Elle est drainée par l'Aulne, le canal de Nantes à Brest et divers autres petits cours d'eau,.
L'Aulne, d'une longueur de 144 km, prend sa source dans la commune de Lohuec et se jette  dans la rade de Brest en limite de Landévennec et de Rosnoen, après avoir traversé 27 communes.  Les caractéristiques hydrologiques de l'Aulne sont données par la station hydrologique située sur la commune de Châteaulin. Le débit moyen mensuel est de 30,7 m3/s. Le débit moyen journalier maximum est de 419 m3/s, atteint lors de la crue du 25 décembre 2013. Le débit instantané maximal est quant à lui de 604 m3/s, atteint le même jour.
Le canal de Nantes à Brest est un canal, chenal et un estuaire et un cours d'eau naturel navigable sur une grande partie de son cours, d'une longueur de 364 km. Il prend sa source dans la commune de Nort-sur-Erdre et se jette  dans la Loire à Nantes. 

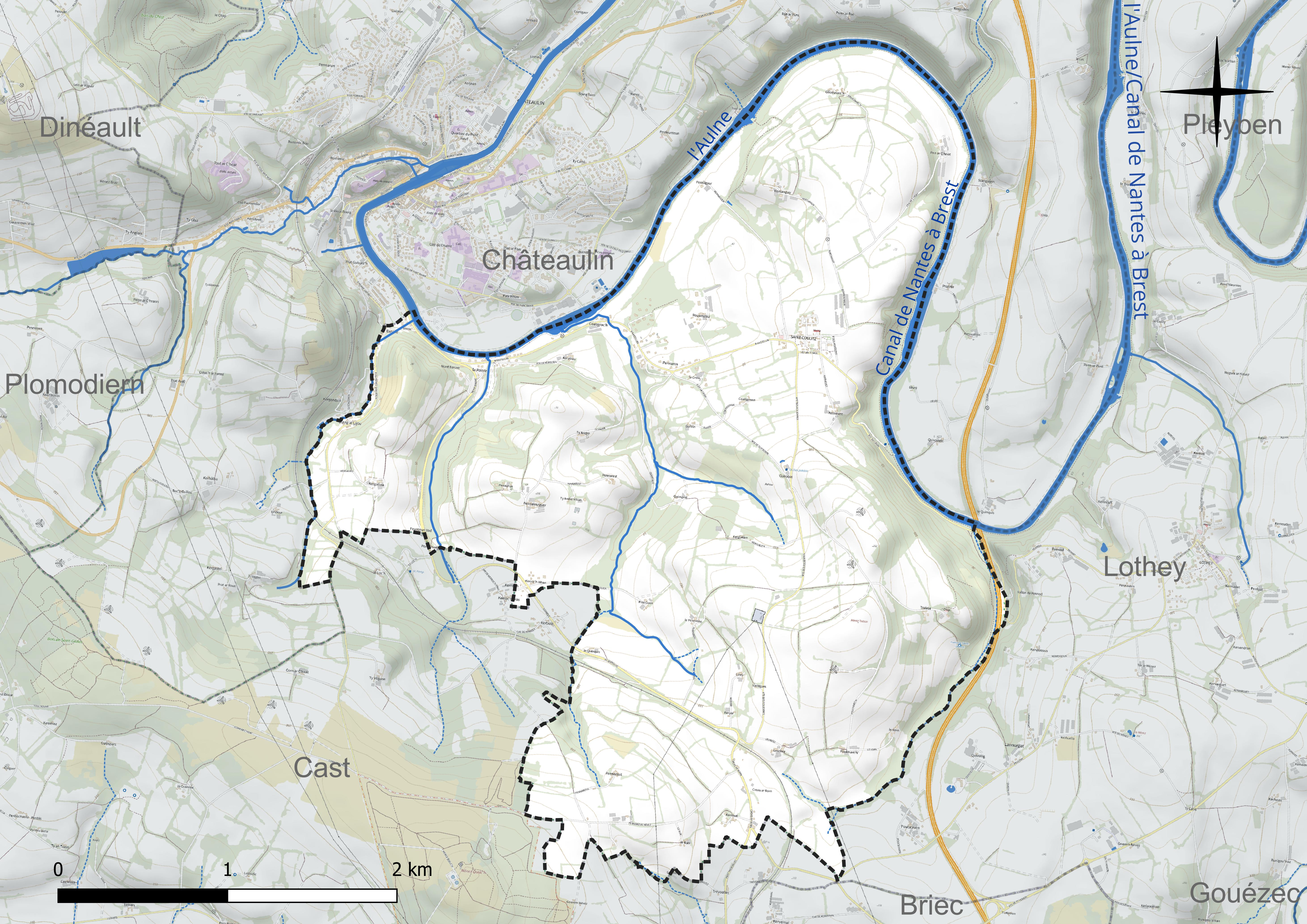
Réseau hydrographique de Saint-Coulitz.

### Climat
Pour des articles plus généraux, voir Climat de la Bretagne et Climat du Finistère.
En 2010, le climat de la commune est de type climat océanique franc, selon une étude du CNRS s'appuyant sur une série de données couvrant la période 1971-2000. En 2020, Météo-France publie une typologie des climats de la France métropolitaine dans laquelle la commune est exposée à un climat océanique et est dans une zone de transition entre les régions climatiques « Finistère nord  » et « Bretagne orientale et méridionale, Pays nantais, Vendée ». Parallèlement l'observatoire de l'environnement en Bretagne publie en 2020 un zonage climatique de la région Bretagne, s'appuyant sur des données de Météo-France de 2009. La commune est, selon ce zonage, dans la zone « Monts d'Arrée », avec des hivers froids, peu de chaleurs et de fortes pluies.  
Pour la période 1971-2000, la température annuelle moyenne est de 11,3 °C, avec  une amplitude thermique annuelle de 10,5 °C. Le cumul annuel moyen de précipitations est de 1 103 mm, avec 16,6 jours de précipitations en janvier et 8 jours en juillet. Pour la période 1991-2020, la température moyenne annuelle observée sur la station météorologique la plus proche, située sur la commune de Saint-Ségal à 4 km à vol d'oiseau, est de 11,8 °C et le cumul annuel moyen de précipitations est de 1 126,1 mm,. Pour l'avenir, les paramètres climatiques de la commune estimés pour 2050 selon différents scénarios d'émission de gaz à effet de serre sont consultables sur un site dédié publié par Météo-France en novembre 2022.

### Habitat

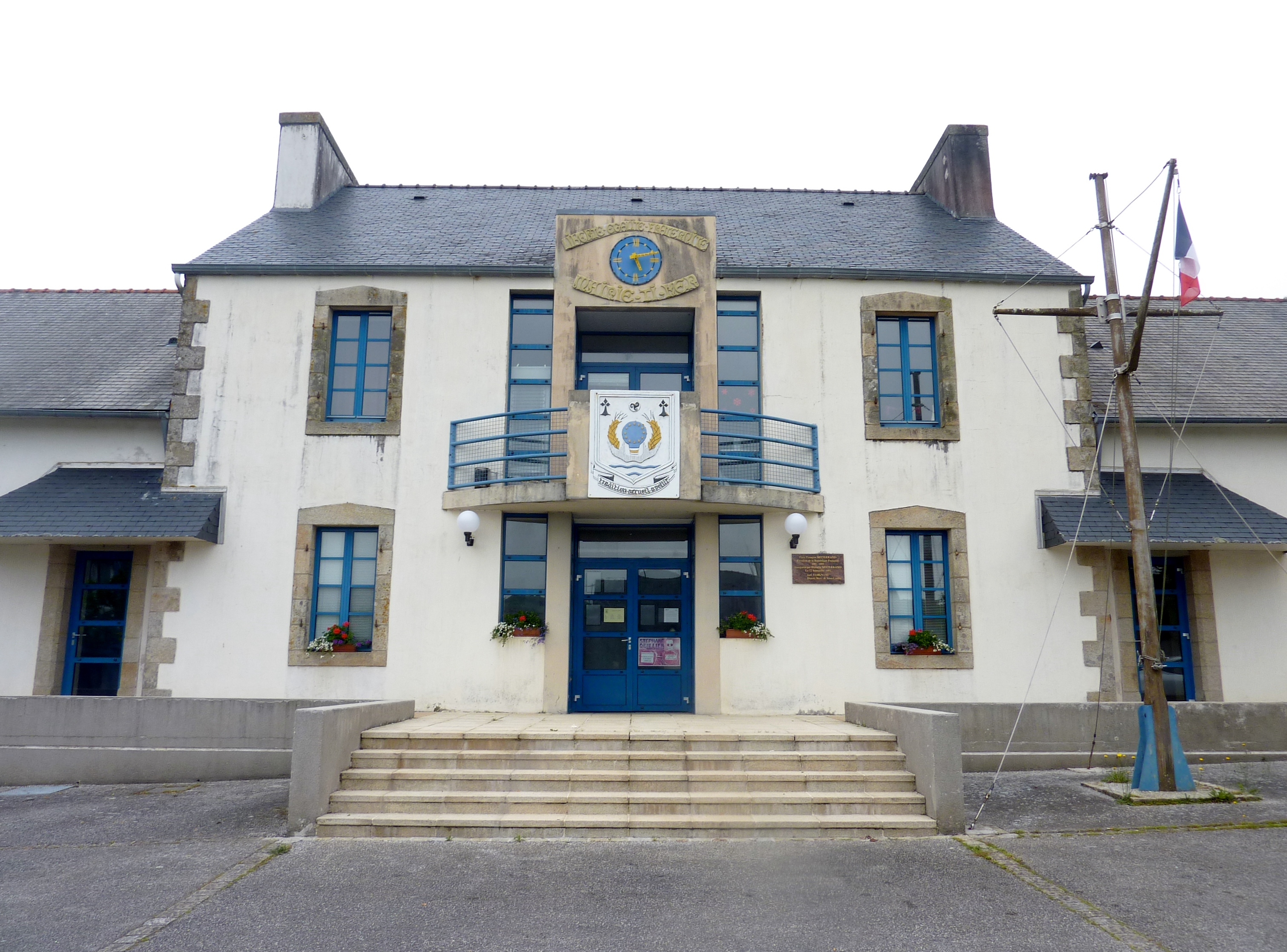
La mairie de Saint-Coulitz.

L'habitat rural de Saint-Coulitz est dispersé en de nombreux écarts regroupant pour la plupart entre une et trois fermes. Au début du XIXe siècle le bourg n'est constitué que de trois fermes et de l'église paroissiale. L'aménagement du Canal de Nantes à Brest (achevé en 1842), la construction de la ligne de chemin de fer (mise en service en 1867), l'arrivée précoce de l'électricité (1887) ont contribué à transformer la commune, suscitant un développement de l'agriculture et de l'élevage, et la construction de nombreuses dépendances agricoles édifiées (soues à porcs, étables, écuries, granges...). La présence de deux ardoisières sur la rive gauche de l'Aulne explique la présence de nombreux carriers dans les divers recensements effectués au XIXe siècle.
À partir de la décennie 1980, la proximité de Châteaulin explique une certaine rurbanisation (implantation de pavillons dispersés) et la création de petits lotissements, en fait peu nombreux, autour du bourg et dans les secteurs de la commune les plus proches de Châteaulin (La Pointe et Pennaros).

### Transports
Le Canal de Nantes à Brest a été aménagé dans la première moitié du XIXe siècle en utilisant le cours de l'Aulne. Trois écluses ont été construites à hauteur de la commune de Saint-Coulitz (écluse n°233, dite de Prat Hir ; écluse n°234, dite de Toul ar Rodo et écluse n°235 dite de Coatigrac'h), mais, de même que le chemin de halage et les maisons éclusières, elles ont été placées côté Châteaulin ; seul le chemin de contre-halage est côté Saint-Coulitz. Ce canal a été déclassé en 1957 et n'est donc plus classé voie navigable.

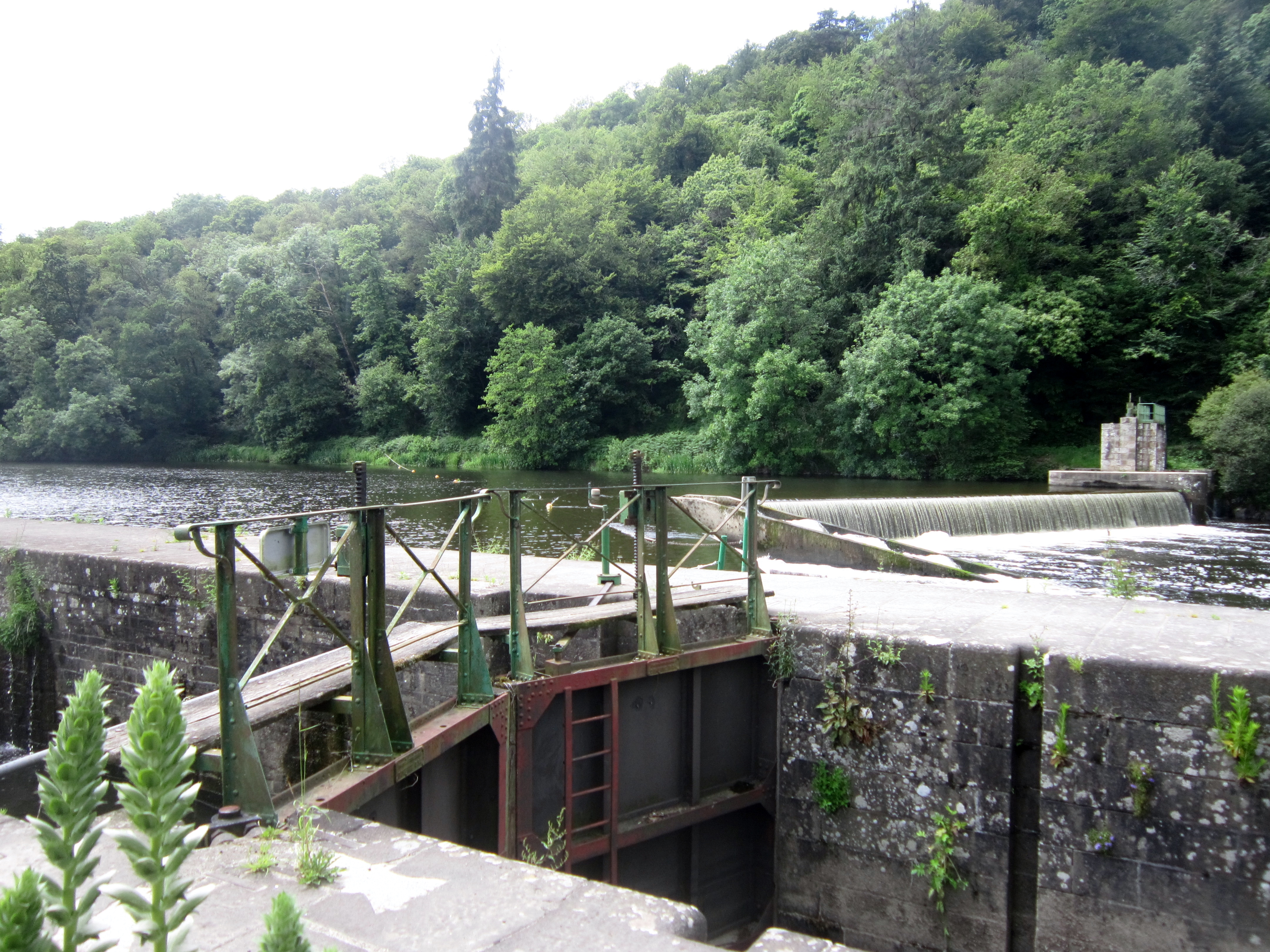
L'écluse de Prat-Hir (écluse n°233 du canal de Nantes à Brest), située dans la commune de Châteaulin ; le versant de rive gauche visible à l'arrière-plan de la photographie se trouve en Saint-Coulitz.
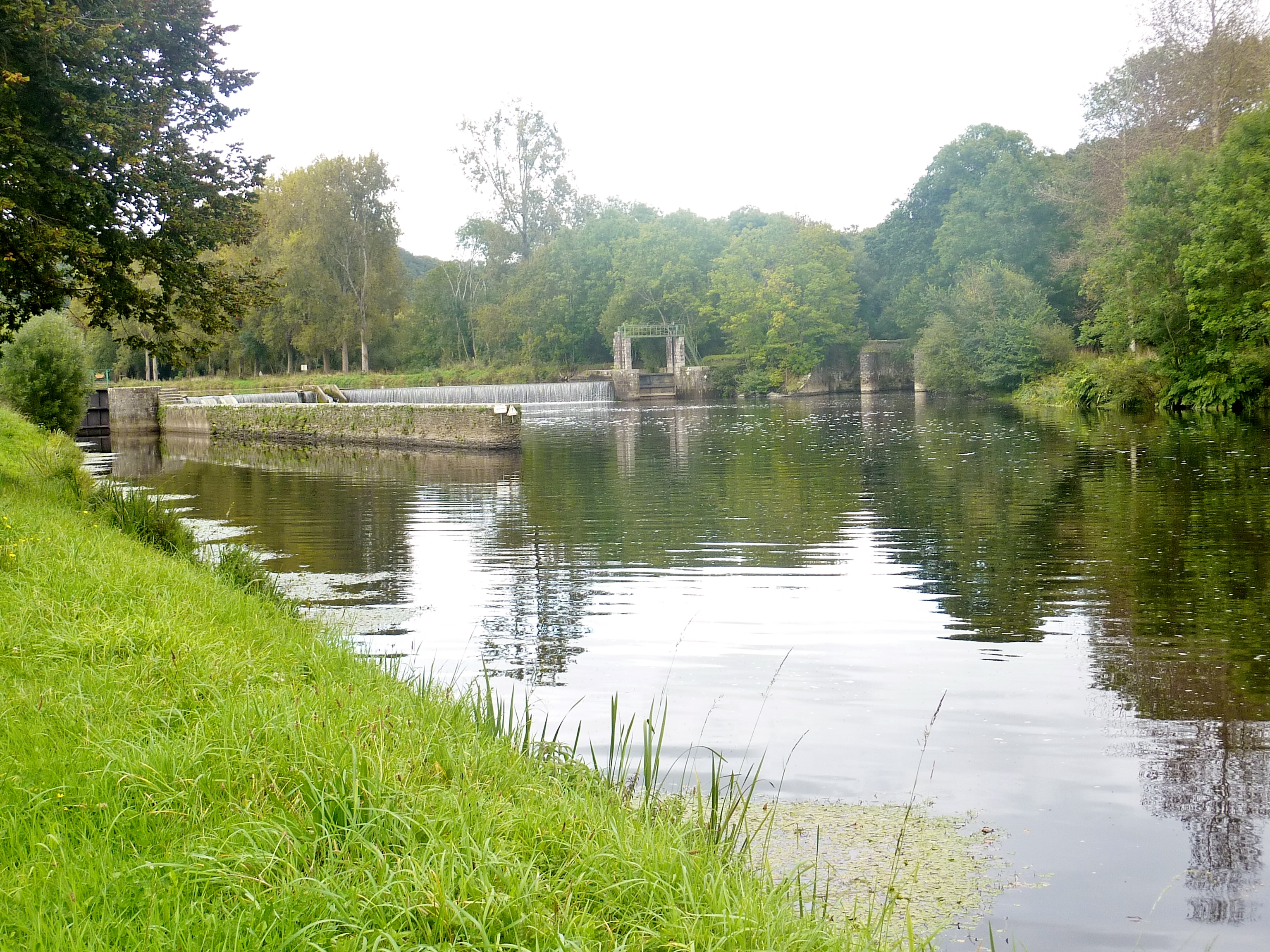
L'écluse de Toul-ar-Rodo (écluse n° 234) sur le canal de Nantes à Brest (Aulne canalisée) 1.
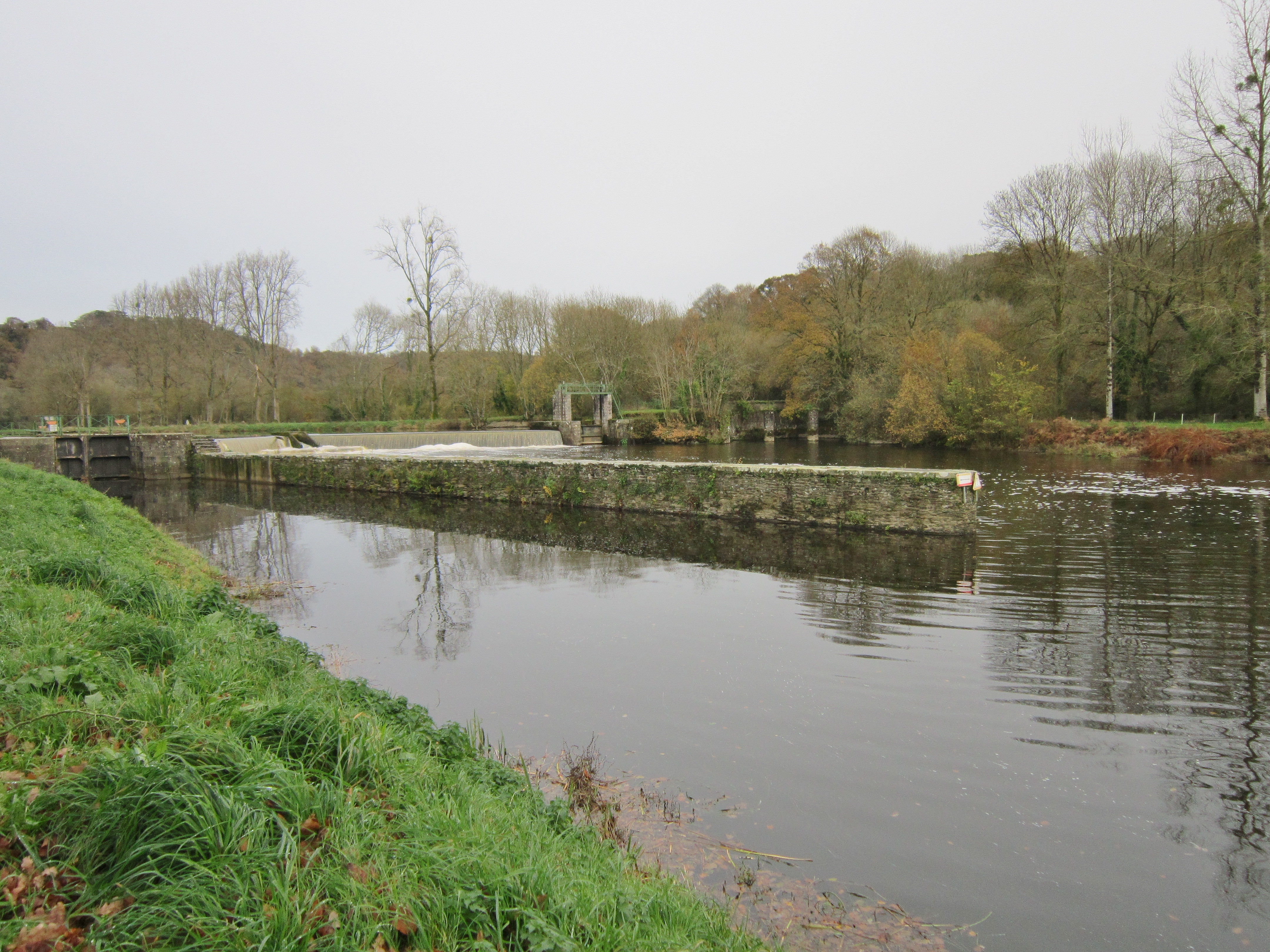
L'écluse de Toul-ar-Rodo (écluse n° 234) sur le canal de Nantes à Brest (Aulne canalisée) 2.

L'ancienne route nationale 170 (actuelle D 770) traverse la partie sud-est de la commune, de même que la ligne ferroviaire allant de Quimper à Landerneau (puis Brest), mais aucune gare ne dessert la commune, la plus proche étant la gare de Châteaulin. La voie express Route nationale 165 longe la limite orientale de la commune, mais aucun échangeur ne dessert directement la commune, celui de Ti-Hémon (à la limite de Briec et Lothey) en étant le plus proche.
En raison du relief et de sa situation à l'intérieur du lobe du méandre très prononcé que forme l'Aulne (aucun pont n'en permet le franchissement au niveau de la commune), la majeure partie de la commune, dont le bourg, est très enclavée, desservie seulement par des aves routiers secondaires

## Urbanisme

### Typologie
Au 1er janvier 2024, Saint-Coulitz est catégorisée commune rurale à habitat dispersé, selon la nouvelle grille communale de densité à 7 niveaux définie par l'Insee en 2022.
Elle est située hors unité urbaine. Par ailleurs la commune fait partie de l'aire d'attraction de Pleyben - Châteaulin, dont elle est une commune de la couronne,. Cette aire, qui regroupe 18 communes, est catégorisée dans les aires de moins de 50 000 habitants,.

### Occupation des sols
L'occupation des sols de la commune, telle qu'elle ressort de la base de données européenne d'occupation biophysique des sols Corine Land Cover (CLC), est marquée par l'importance des territoires agricoles (82,2 % en 2018), une proportion sensiblement équivalente à celle de 1990 (81,7 %). La répartition détaillée en 2018 est la suivante : 
zones agricoles hétérogènes (40,7 %), terres arables (40,3 %), forêts (14,8 %), zones urbanisées (2,9 %), prairies (1,1 %), milieux à végétation arbustive et/ou herbacée (0,1 %). L'évolution de l'occupation des sols de la commune et de ses infrastructures peut être observée sur les différentes représentations cartographiques du territoire : la carte de Cassini (XVIIIe siècle), la carte d'état-major (1820-1866) et les cartes ou photos aériennes de l'IGN pour la période actuelle (1950 à aujourd'hui).

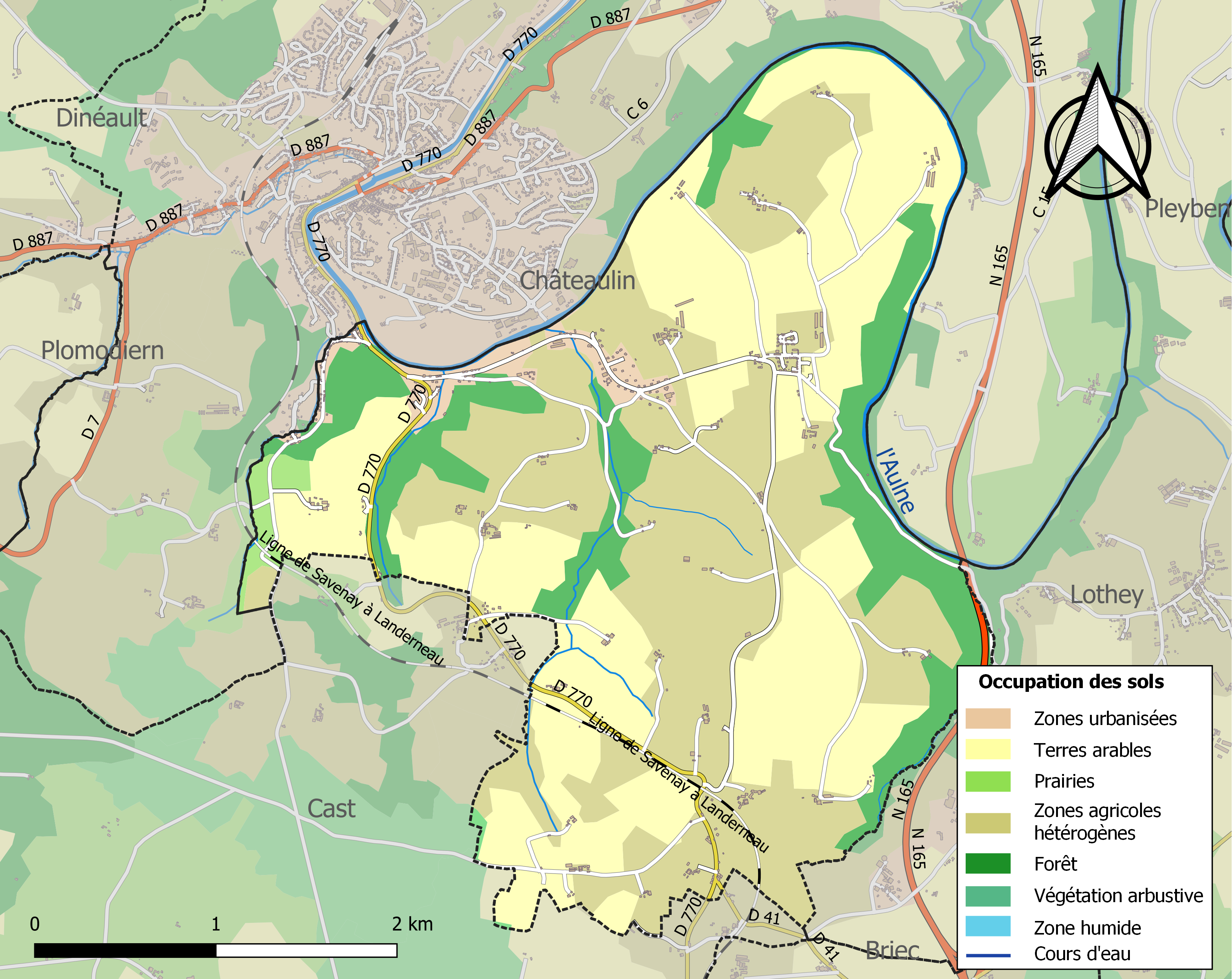
Carte des infrastructures et de l'occupation des sols de la commune en 2018 (CLC).

Les parties boisées coïncident avec les versants en pente forte de la rive gauche de l'Aulne d'une part, et des parties aval des petits affluents de l'Aulne d'autre part.

## Toponymie

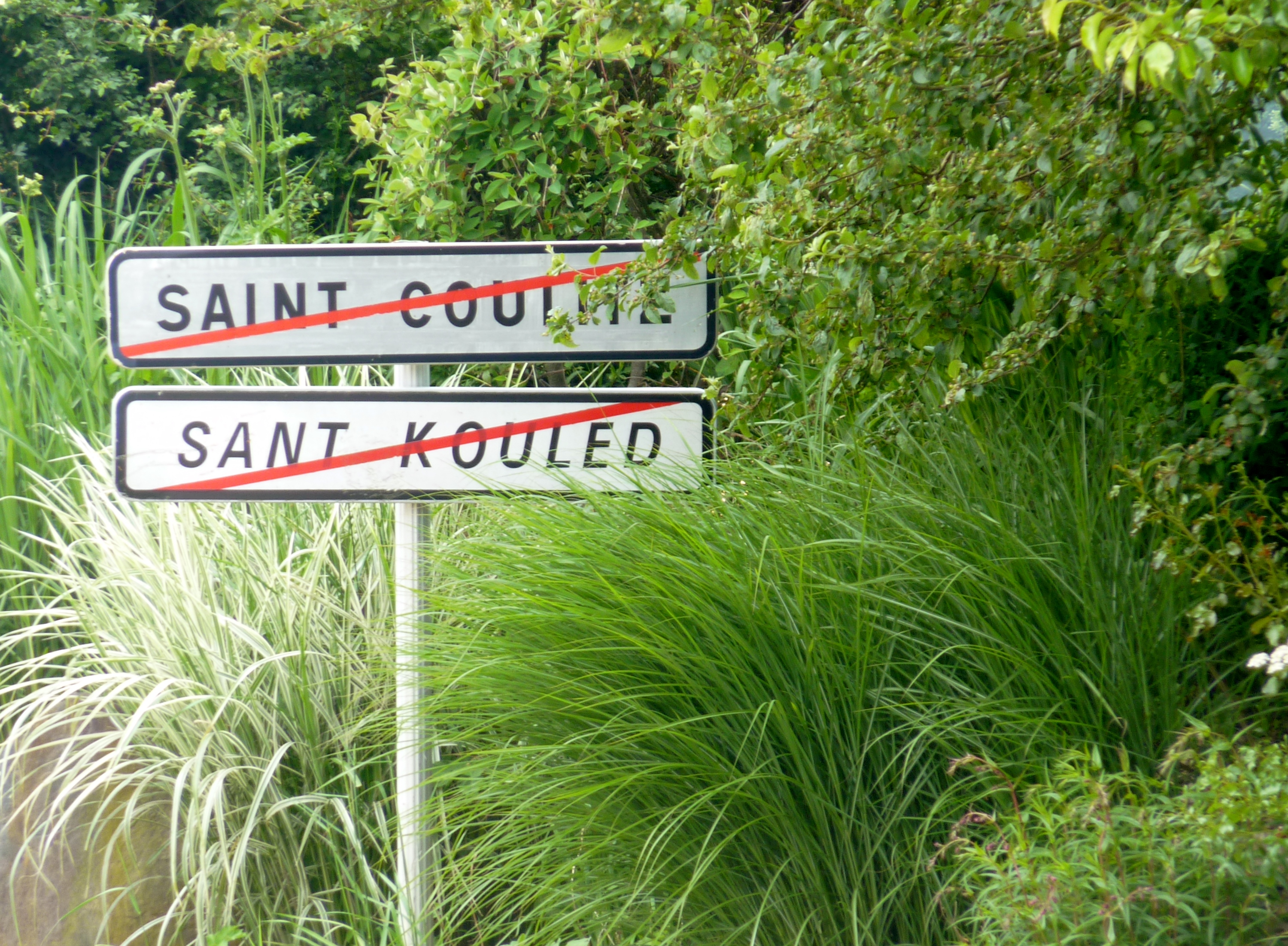
Panneau bilingue français et breton à la sortie du bourg.

Le nom de la localité est attesté sous les formes Sancto Collito en 1295, Sanctus Collitus en 1516, Saint Coulit en 1558.
Le nom de Saint-Coulitz provient du nom d'un saint irlandais du VIe siècle nommé Coulitz ou Couleth ; celui-ci aurait été le confesseur de sainte Brigitte.

## Histoire

### Préhistoire et Antiquité
La pierre gravée de Penhoat, décrite par Paul du Châtellier en 1901, n'a pas été datée avec précision (époque préhistorique ou gauloise). Elle se trouve désormais au Musée de Bretagne à Rennes.

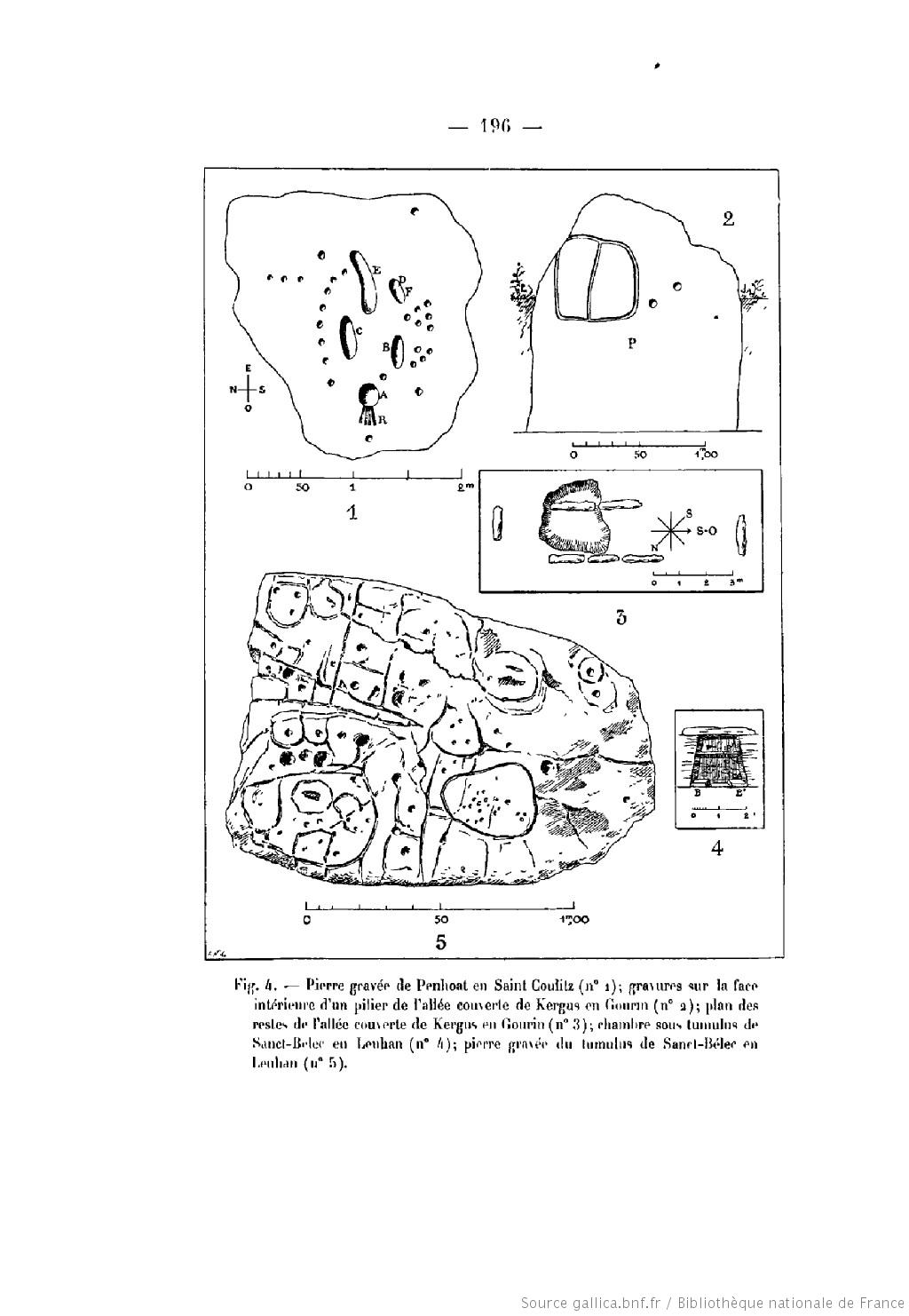
La pierre gravée de Penhoat en Saint-Coulitz (dessin de Paul du Chatellier).

Une voie romaine venant de Vorganium via Le Faou et Châteaulin longeait l'actuelle limite occidentale de la commune (passant par Banine et Stang ar Lijou), et son tracé vers le sud passait par les territoires de Cast et Quéménéven pour rejoindre Civitas Aquilonia (Quimper).

### Moyen-Âge
La paroisse de Saint-Coulitz provient d'un démembrement vers le XIIe siècle de la paroisse de Plonévez-Porzay, elle-même issue d'un démembrement de la paroisse de l'Armorique primitive de Ploéven. La paroisse dépendait de l'évêché de Cornouaille.
Au XIIIe siècle, Saint-Coulitz était le centre administratif du Parc-au-Duc, territoire ducal, que le duc de Bretagne Jean le Roux fit clore par un mur d'une trentaine de kilomètres de long, surnommé le « Mur du Diable ».

### Époque moderne
Cette commune est connue pour des faits liés à la Révolte des Bonnets rouges en 1675.
En 1759, une ordonnance de Louis XV ordonne à la paroisse de Saint-Coulit [Saint-Coulitz] de fournir 17 hommes et de payer 111 livres pour « la dépense annuelle de la garde-côte de Bretagne ».
Un haut-fourneau a probablement existe par le passé, à une date indéterminée, à Coatigrac'h, sur la rive gauche de l'Aulne ; des amas de laitier et quelques loups de fer [résidus de fer] y étaient encore visibles en 1913. Selon Y. Gestin, il s'agirait d'une fonderie de canons et de boulets utilisant de l'hématite locale.
Selon Louis Charpentier, dans une monographie intitulée "De Funnay à Ty Mur. Mémorable aventure d'Escailleurs ardennais qui s'en furent au pays d'Armor, exploiter les pierres d'ardoises", vers 1777 des Ardennais, venant principalement de la région de Fumay, vinrent trouver du travail dans les ardoisières de la vallée de l'Aulne, apportant avec eux l'art de mieux tailler l'ardoise. Dans l'impossibilité de trouver leur lieu réel d'origine, P.-A. Limon les surnomme "Parisiens" dans son livre "Usages et règlements locaux en vigueur dans le Finistère" publié en 1857, et les ardoises bretonnes furent surnommées "parisiennes". Cette immigration concerna principalement les communes de Port-Launay, Châteaulin, Lopérec, Saint-Coulitz, Pleyben, Lothey, Gouézec, Lennon, Spézet, Motreff, Châteauneuf-du-Faou et Saint-Goazec. Les noms de famille se sont transformés au fil du temps : les Waslet sont devenus Voachelet, Les Lefèvre sont devenus Lefeuvre, les Bouchy Bouché, etc.
Jean-Baptiste Ogée décrit ainsi Saint-Coulitz en 1778 :

« Saint-Coulit ; à 3 lieues et demie au Nord de Quimper, son évêché ; à 38 lieues de Rennes et à trois quarts de lieue de Châteaulin, sa subdélégation et son ressort. Cette paroisse relève du Roi et compte 500 communiants. La cure est à l'alternative. Le territoire, coupé au Nord par la rivière d'Aulne, offre à la vue, dans cette partie, des terres fertiles et bien cultivées ; mais au Sud sont des montagnes et des landes dont la valeur est presque nulle. »

### Révolution française
Par la loi du 18 juillet 1792, tous les villages de la paroisse de Cast « situés en deçà du grand chemin qui conduit de Châteaulin à Quimper (...) feront partie de la paroisse de Saint-Coulitz, réunie comme succursale  à Châteaulin ».
Pennarun, prêtre desservant à Saint-Coulitz, après avoir prêté le serment de fidélité à la Constitution civile du clergé, se rétracta ensuite, devenant donc prêtre réfractaire.

### LeXIXesiècle

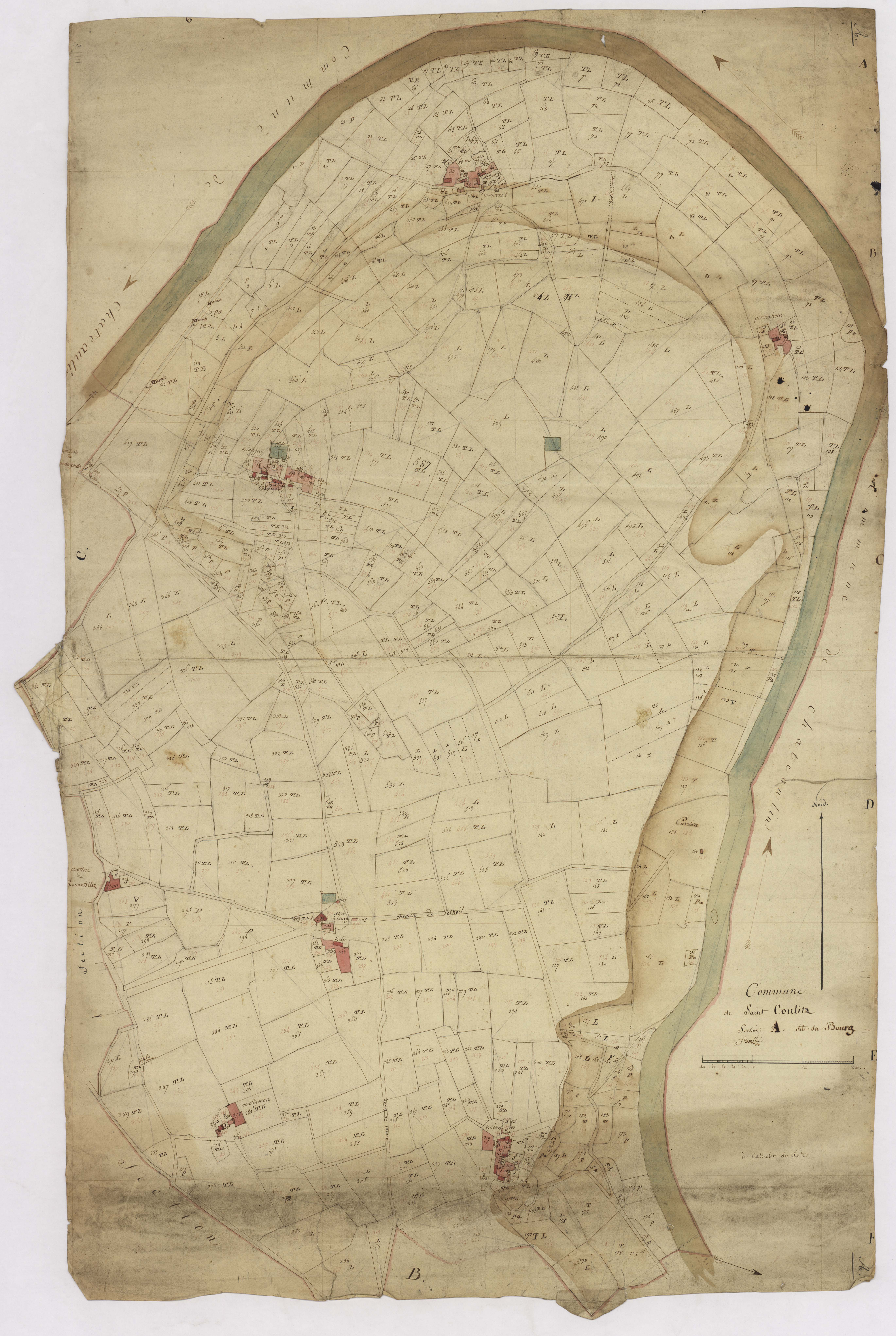
Le cadastre de Saint-Coulitz en 1810 (section du bourg).

En 1838, les carrières d'ardoise de Châteaulin, Saint-Coulitz, Lothey et Saint-Ségal sont si multiples qu'elles se touchent « presque l'une à l'autre », mais Camille Vallaux constate en 1905 que ces carrières sont « toutes, sans exception, abandonnées ».
En 1848, Louis Guizien, entrepreneur de Châteaulin, ouvre une ardoisière à Poulpichon en Saint-Coulitz.
A. Marteville et P. Varin, continuateurs d'Ogée, décrivent ainsi Saint-Coulitz en 1853 :

« Saint-Coulitz ; commune formée par l'ancienne paroisse de ce nom ; aujourd'hui succursale. (...) Superficie totale 1 102 hectares, dont (...) terres labourables 437 ha, prés et pâturages 56 ha, vergers 1 ha, bois 42 ha, landes et incultes 488 ha (...). Moulin : 1 (de Coatigratz, à eau). Saint-Coulitz est évidemment une altération du nom de saint Couleth, premier évêque de Kildare, en Irlande, sous l'invocation duquel est placée la paroisse. Les lettres eth, prononcées comme en anglais, ont produit la terminaison de "its". Près de la moitié du territoire de cette commune est sous lande, ce qui, joint à l'aspect dénudé que présentent les deux montagnes de Kernson et de Banine, situées au nord-est et au nord-ouest, donne à Saint-Coulitz un aspect triste et sauvage. Il y a quelques années, l'ouverture du canal de Nantes à Brest avait occasionné dans cette commune tant de fièvres, qu'un instant on put croire qu'elles avaient pris dans cette commune un caractère endémique ; mais elles ont, en partie, disparu maintenant. Les habitations sont, en général, malsaines, et les paysans tiennent obstinément à construire comme le faisaient leurs pères. Il y a, outre l'église, la chapelle de Troboa, qui est desservie à certains jours. On dit qu'il y a eu à Coatigratz une usine à fer. La route de Quimper à Brest passe par ce territoire, du sud au nord. Géologie : terrain tertiaire moyen ; grès au sud ; ardoisières exploitées. On parle le breton. »

Un rapport d'avril 1872 indique que Saint-Coulitz fait partie des 28 communes du Finistère à être encore sans école.
Armand du Châtellier indique en 1884 qu'un trésor contenant environ un millier de deniers principalement à l'effigie du duc Conan III ont été trouvés à Kergaliou en Saint-Coulitz. Malheureusement ce trésor fut vite dispersé, chacun y puisant librement pendant plusieurs semaines.
En 1885 André Hallays qui traverse la région en partant de Châteaulin écrit : « Nous traversons des villages : (...) Saint-Coulitz, Gouézec ; tous ont la même physionomie : deux ou trois fermes, quelques habitations d'un aspect propre, mais, à l'intérieur, d'une saleté repoussante. (...) Dans un coin, l'ossuaire, pauvre réduit de quatre pieds à peine dont les pierres sont disjointes et les vitres fêlées. C'est là qu'on vide pêle-mêle le trop-plein du cimetière ; si l'on manque de plac, on déterre les vieux squelettes, et on les entasse dans l'ossuaire ; lorsque l'ossuaire est trop plein, on porte à la fosse commune des monceaux de crânes et de tibias anonymes. (...) Les paysans que nous rencontrons sont de petite taille ; ils ont conservé les larges braies de toile, les vestes courtes et le chapeau rond à double ruban de velours, tiennet un bâton à la main (...). Quant aux femmes, elles nous semblent d'une triste laideur ; touts sont vêtues de jupes et de corsages, sales, troués, rapiécés, mais toutes jusqu'aux plus misérables portent une immense collerette dont la blancheur est immaculée, et dont les plis sont d'une régularité irréprochable. C'est dans cet accoutrement qu'elles gardent leurs vaches ».
Le 20 mars 1887 est mise en service une usine hydroélectrique construite par la "Société Châteaulinoise d'Éclairage Électrique", près de l'écluse de Coatigrac'h, sur la rive gauche du Canal de Nantes à Brest, ce qui permit à Châteaulin d'être la 3e ville de France à être électrifiée ; quelques exploitations agricoles de Saint-Coulitz en bénéficièrent également. Cette usine ferma en 1946. Cette usine est décrite ainsi lors de sa mise en service :

« L'usine est placée (...) près de l'écluse de Coatigrac'h, où existe une chute d'eau de 1,30 m de hauteur. La force motrice est fournie par une turbine de la force de 45 chevaux. Une machine dynamo-électrique alimente directement les lampes électriques, par des câbles en cuivre de 12 mm de diamètre, d'une longueur de 1 900 mètres. Ces câbles aboutissent à des conducteurs de distribution dont la longueur totale est de 6 kilomètres. Les fils sont aériens. Les installations intérieures sont faites avec des câbles environnés de plomb. La machine dynamo-électrique est arrêtée à minuit, heure à laquelle cesse l'éclairage public. (...) L'éclairage public comprend 35 lanternes (...) qui fournissent l'éclairage des quais, des ponts, des rues et des places publiques. Un certain nombre sont placées dans la mairie, l'église, les halles, les cafés, les hôtels, les magasins et quelques maisons particulières [de Châteaulin]. »

Un décret du Président de la République en date du 13 avril 1889 autorise la création d'un bureau de bienfaisance dans la commune de Saint-Coulitz.
En 1892 un triste fait divers, le suicide dans des conditions atroces de la jeune Marie Gouritin, originaire de Saint-Coulitz, et partie comme domestique à Paris, parce qu'elle se retrouvait enceinte et abandonnée par son amant, fut évoqué largement dans la presse parisienne de l'époque.

### LeXXesiècle

#### La Belle Époque

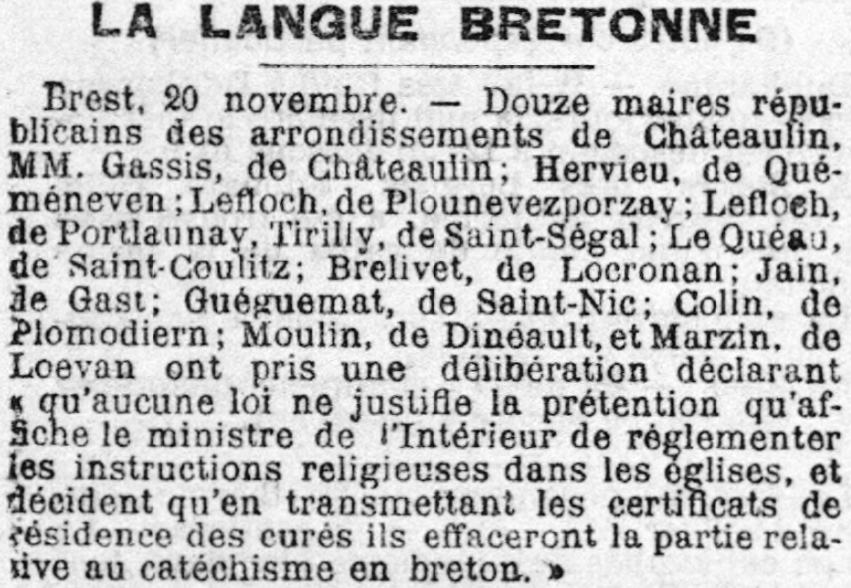
Protestation de 12 maires de l'arrondissement de Châteaulin (dont le maire de Saint-Coulitz) qui déclarent refuser d'indiquer sur les certificats de résidence des curés s'ils utilisent la langue bretonne lors de l'instruction religieuse (catéchisme, sermons).

Le 18 juillet 1905 plus de 500 convives assistèrent dans le village de Kervavill en Dinéault au banquet du double mariage de deux sœurs Marie-Anne et Anne-Marie Hélias avec respectivement Yves Le Gall, de Dinéault (mais né à Rosnoën) et Yves Hervé Le Quéau, frère de Sébastien Le Quéau, maire de Saint-Coulitz.
Le 4 mars 1906 le receveur de l'enregistrement de Châteaulin se rendit au bourg de Saint-Coulitz afin de procéder à l'inventaire des biens de l'église. « Il a trouvé toutes les portes fermées et s'est rendu au presbytère, où le recteur lui a fait connaître qu'il avait reçu des ordres pour ne pas laisser faire l'inventaire. En présence de ce refus, l'agent du gouvernement s'est retiré, après procès-verbal du constat ».
Le 2 juillet 1909 un décret du Président de la République attribue au bureau de bienfaisance de Saint-Coulitz les biens ayant appartenu à la fabrique de l'église de Saint-Coulitz, qui étaient placés sous séquestre.

#### La Première Guerre mondiale
Le monument aux morts de Saint-Coulitz porte les noms de 26 soldats morts pour la France pendant la Première Guerre mondiale. Certaines familles ont été particulièrement concernées, par exemple la famille Le Quéau dont deux enfants furent tués pendant la guerre : Êmile, caporal au 262e régiment d'infanterie, tué le 5 juillet 1916 à Moreuil (Somme) et Charles, décédé le 15 janvier 1918, tandis qu'un autre frère, Sébastien, était lui décoré de la Croix de Guerre et survécut à la guerre, décédant en 1935.

#### L'Entre-deux-guerres

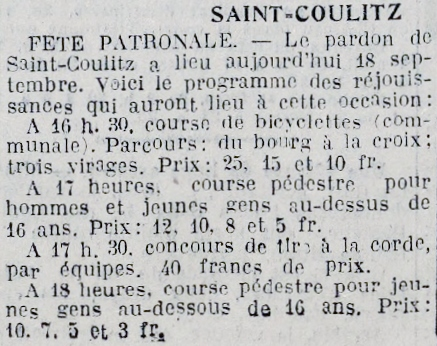
Le programme de la fête patronale de Saint-Coulitz du 18 septembre 1927 (journal La Dépêche de Brest et de l'Ouest du 18 septembre 1927).

Le Pardon de saint Coulitz était organisé chaque année vers le milieu du mois de septembre ; c'était l'occasion d'une fête patronale.

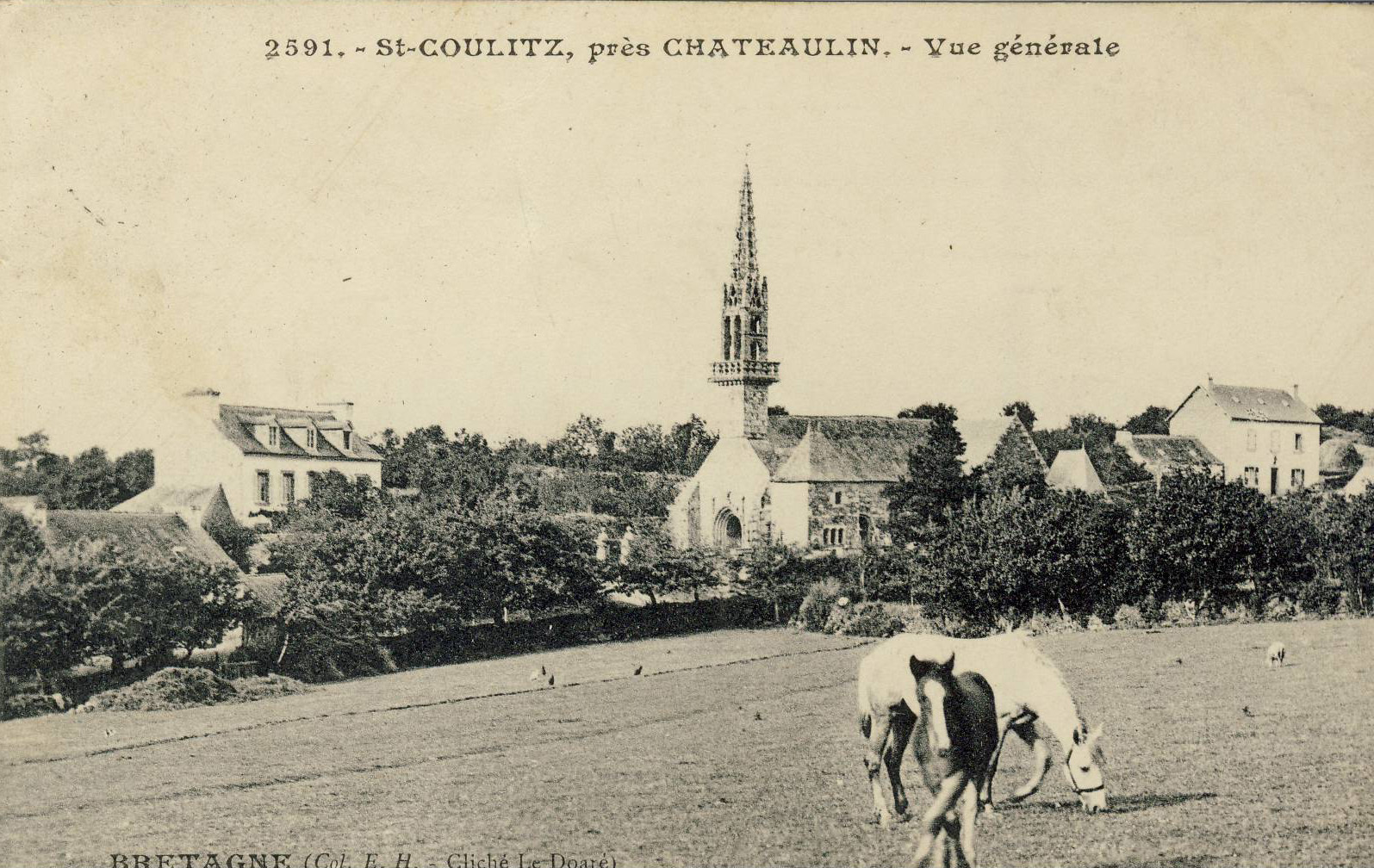
Le bourg de Saint-Coulitz vers 1930 (carte postale collection Émile Hamonic).

#### La Seconde Guerre mondiale
Albert Guennec, résistant FFI, blessé mortellement par un milicien le 15 juillet 1944 à Plonévez-du-Faou et décédé à Carhaix, est la seule personne originaire de Saint-Coulitz morte pour la France pendant la Seconde Guerre mondiale.

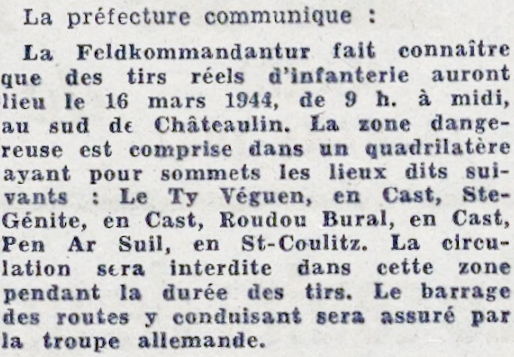
Communiqué de la kommandantur transmis par la préfecture du Finistère annonçant des exercices de tirs de l'infanterie allemande sur le territoire des communes de Cast et Saint-Coulitz.( Journal "La Dépêche de Brest et de l'Ouest" du 14 mars 1944).

#### L'après Seconde Guerre mondiale
Kofi Yamgnane est élu conseiller municipal (il est dans l'opposition au maire de l'époque) en 1983 et devient maire en 1989 (il le resta jusqu'en 2001). Son élection déchaîna dans certains milieux un torrent de haine. Des habitants de Saint-Coulitz reçurent des lettres d'insulte, par exemple ce message : « Les Bretons sont-ils à ce point tarés, dégénéré, alcooliques pour ne trouver qu'un nègre à élire ? » ou encore, adressé à Kofi Yamgnane : « Sale négro, remonte dans tes arbres, mon caca pour éclaircir ta peau ».

### LeXXIesiècle
Le parc éolien de Menez Troboa, géré par Éole génération (filiale de GDF-Suez), a été mis en service en 2009 ; il est constitué de 4 éoliennes de même puissance (2 MW chacune, produisant en tout l'équivalent de la consommation en électricité de 7 500 foyers) qui culminent à 80 mètres d'altitude pour trois d'entre elles et à 100 mètres pour la quatrième.

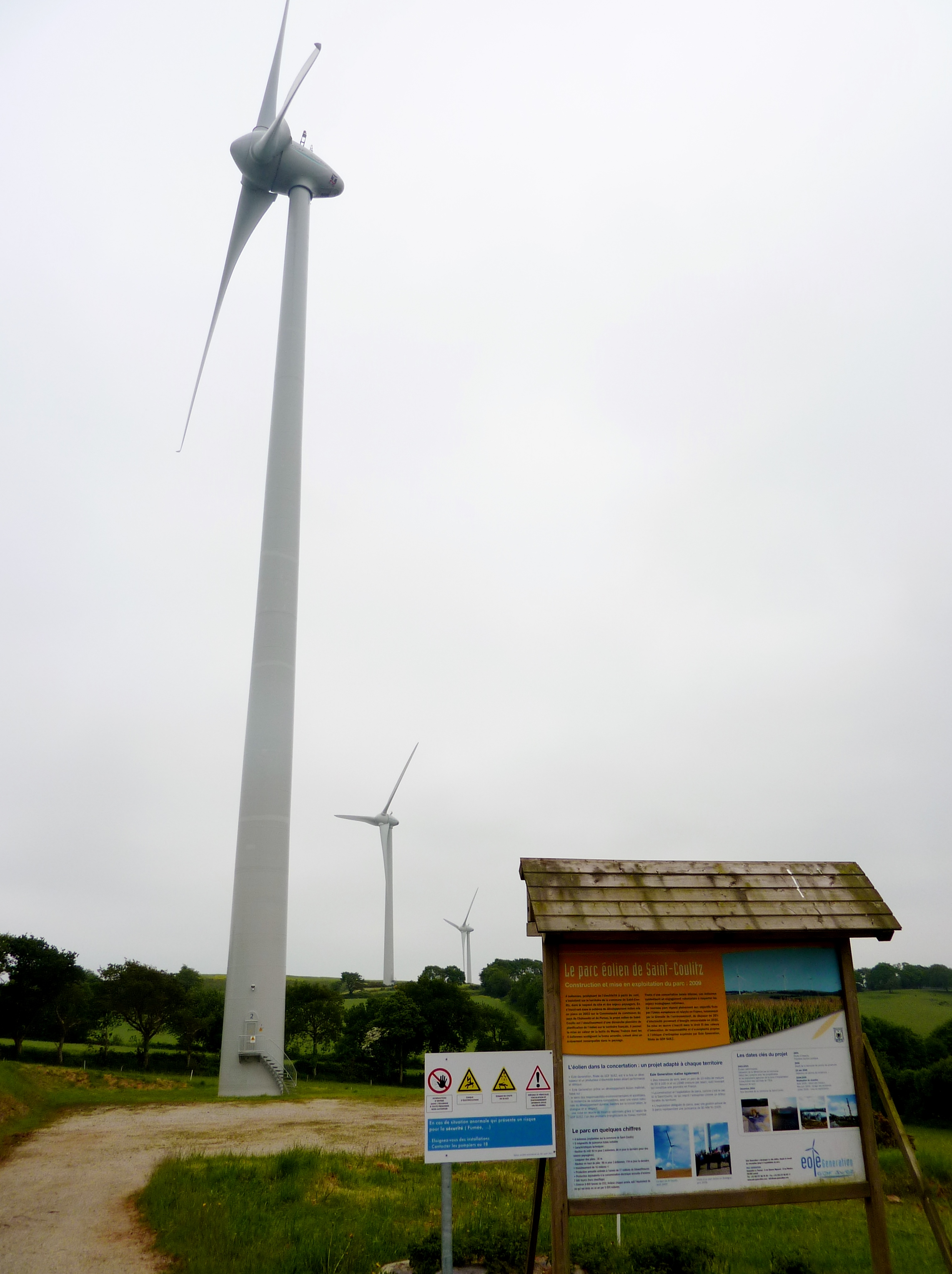
Les éoliennes de Menez Troboa.
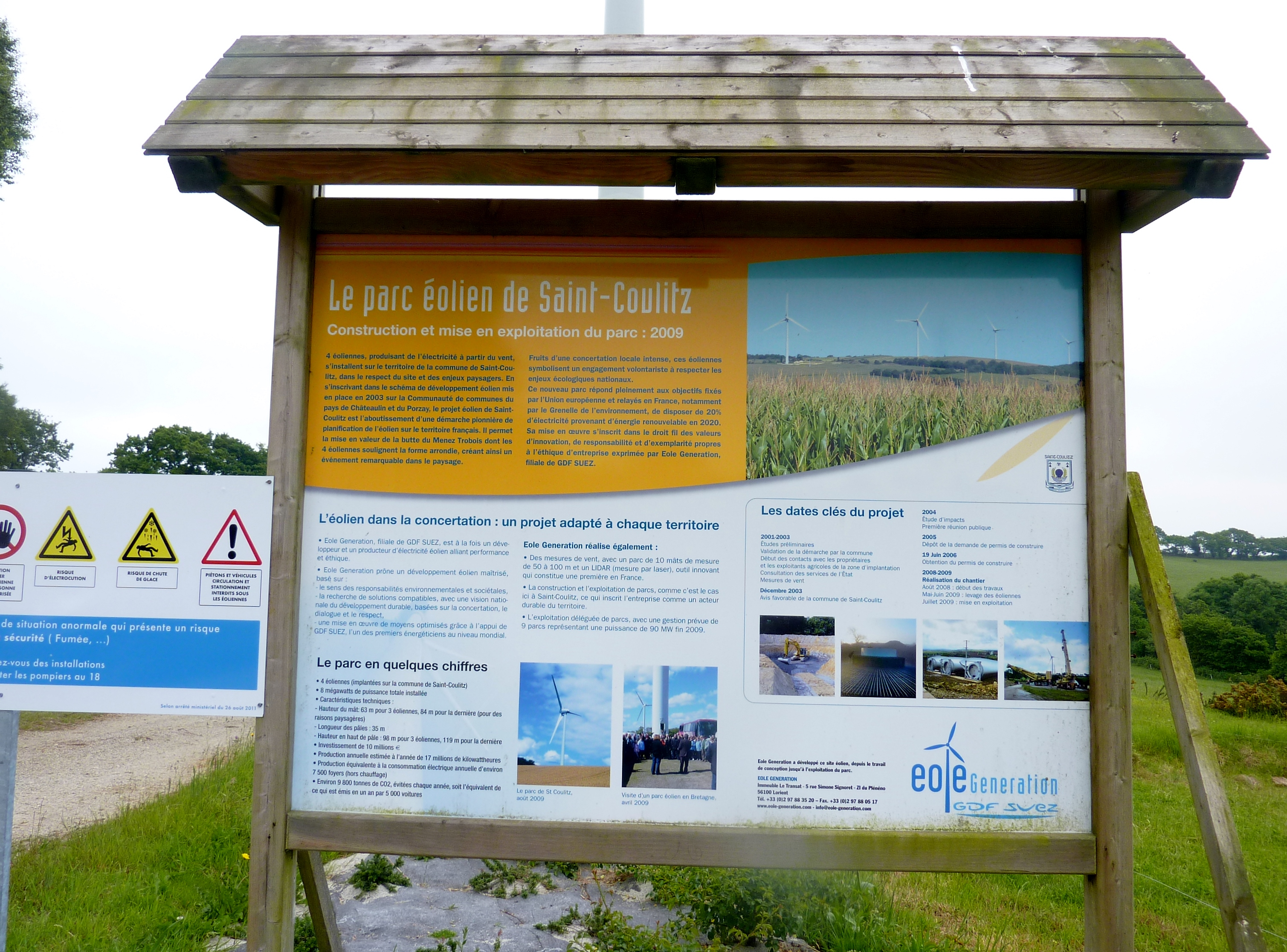
Les éoliennes de MenezTroboa, panneau d'information situé sur place.

## Politique et administration

### Liste des maires
| Période                                  | Période  | Identité                 | Étiquette | Qualité                                                                            |
| ---------------------------------------- | -------- | ------------------------ | --------- | ---------------------------------------------------------------------------------- |
| 1799                                     | 1800     | Sébastien Avan           |           | Cultivateur.                                                                       |
| 1800                                     | 1803     | Julien Le Gourlay        |           | Cultivateur à Quelennec.                                                           |
| 1803                                     | 1812     | Sébastien Le Quéau       |           | Cultivateur.                                                                       |
| 1812                                     | 1820     | Jean Marie Le Quéau      |           | Fils de Sébastien Le Quéau, maire précédent.                                       |
|                                          |          |                          |           |                                                                                    |
|                                          |          |                          |           |                                                                                    |
|                                          |          |                          |           |                                                                                    |
| 1853                                     | 1878     | Laurent Rodolphe Avan    |           | Cultivateur.                                                                       |
| 1878                                     | 1884     | François Quintin         |           | Cultivateur.                                                                       |
| 1884                                     | 1903     | Sébastien Marie Le Quéau |           | Petit-fils de Sébastien Le Quéau, maire entre 1803 et 1812.                        |
| 1904                                     | 1912     | Sébastien Le Quéau       |           | Cultivateur. Fils de Sébastien Le Quéau, maire précédent.                          |
| 1912                                     | 1925     | Jean Louis Mocaër        |           | Cultivateur à Kernévez.                                                            |
| 1925                                     | 1929     | Gabriel Alexandre Avan   |           | Cultivateur.                                                                       |
| 1929                                     | 1935     | Jean Louis Blouët        |           | Cultivateur au Leuriou.                                                            |
| 1935                                     | 1945     | Gabriel Alexandre Avan   |           | Agriculteur. Déjà maire entre 1925 et 1929.                                        |
| 1947                                     | 1953     | Laurent Blouët           |           | Agriculteur.                                                                       |
| 1953                                     | 1983     | Jean Miossec             |           | Agriculteur.                                                                       |
| 1983                                     | 1989     | Ronan Thos               |           | Juriste.                                                                           |
| 1989                                     | 2001     | Kofi Yamgnane            | PS        | Ingénieur des mines. Député de 1997 à 2002. Conseiller général. Secrétaire d'État. |
| 2001                                     | 2008     | Denise Kervévant         | DVG       | Professeure d'éducation physique en retraite                                       |
| 2008                                     | En cours | Gilles Salaün            | PS        | Fonctionnaire                                                                      |
| Les données manquantes sont à compléter. |          |                          |           |                                                                                    |

## Événements
Le bourg de Saint-Coulitz attire l'attention des médias en 1989 quand Kofi Yamgnane, ingénieur franco-togolais et conseiller municipal depuis 1983, est élu maire PS de la commune ; il est l'un des rares maires noirs en France métropolitaine, dans une commune par ailleurs sans population de couleur, mais non historiquement le premier. L'Antillais Raphaël Élizé, socialiste lui aussi, avait été élu maire de Sablé-sur-Sarthe en 1929, commune peuplée de près de 6 000 habitants à l'époque. Plus récemment, Auguste Senghor, neveu de Léopold Sédar Senghor, a été maire du May-sur-Èvre, commune de 800 habitants, de 1975 à 1989, puis de 1995 à 2008, avant de devenir maire de Saint-Briac-sur-Mer, commune de presque 2 000 habitants, en 2008.

## Démographie
| 1793 | 1800 | 1806 | 1821 | 1831 | 1836 | 1841 | 1846 | 1851 |
| ---- | ---- | ---- | ---- | ---- | ---- | ---- | ---- | ---- |
| 397  | 807  | 508  | 503  | 540  | 493  | 528  | 596  | 594  |

| 1856 | 1861 | 1866 | 1872 | 1876 | 1881 | 1886 | 1891 | 1896 |
| ---- | ---- | ---- | ---- | ---- | ---- | ---- | ---- | ---- |
| 550  | 570  | 578  | 543  | 565  | 605  | 629  | 545  | 571  |

| 1901 | 1906 | 1911 | 1921 | 1926 | 1931 | 1936 | 1946 | 1954 |
| ---- | ---- | ---- | ---- | ---- | ---- | ---- | ---- | ---- |
| 576  | 588  | 561  | 509  | 532  | 508  | 485  | 480  | 392  |

| 1962 | 1968 | 1975 | 1982 | 1990 | 1999 | 2006 | 2011 | 2016 |
| ---- | ---- | ---- | ---- | ---- | ---- | ---- | ---- | ---- |
| 415  | 357  | 372  | 348  | 354  | 386  | 424  | 423  | 429  |

| 2021 | 2022 | - | - | - | - | - | - | - |
| ---- | ---- | - | - | - | - | - | - | - |
| 465  | 471  | - | - | - | - | - | - | - |

## Monuments

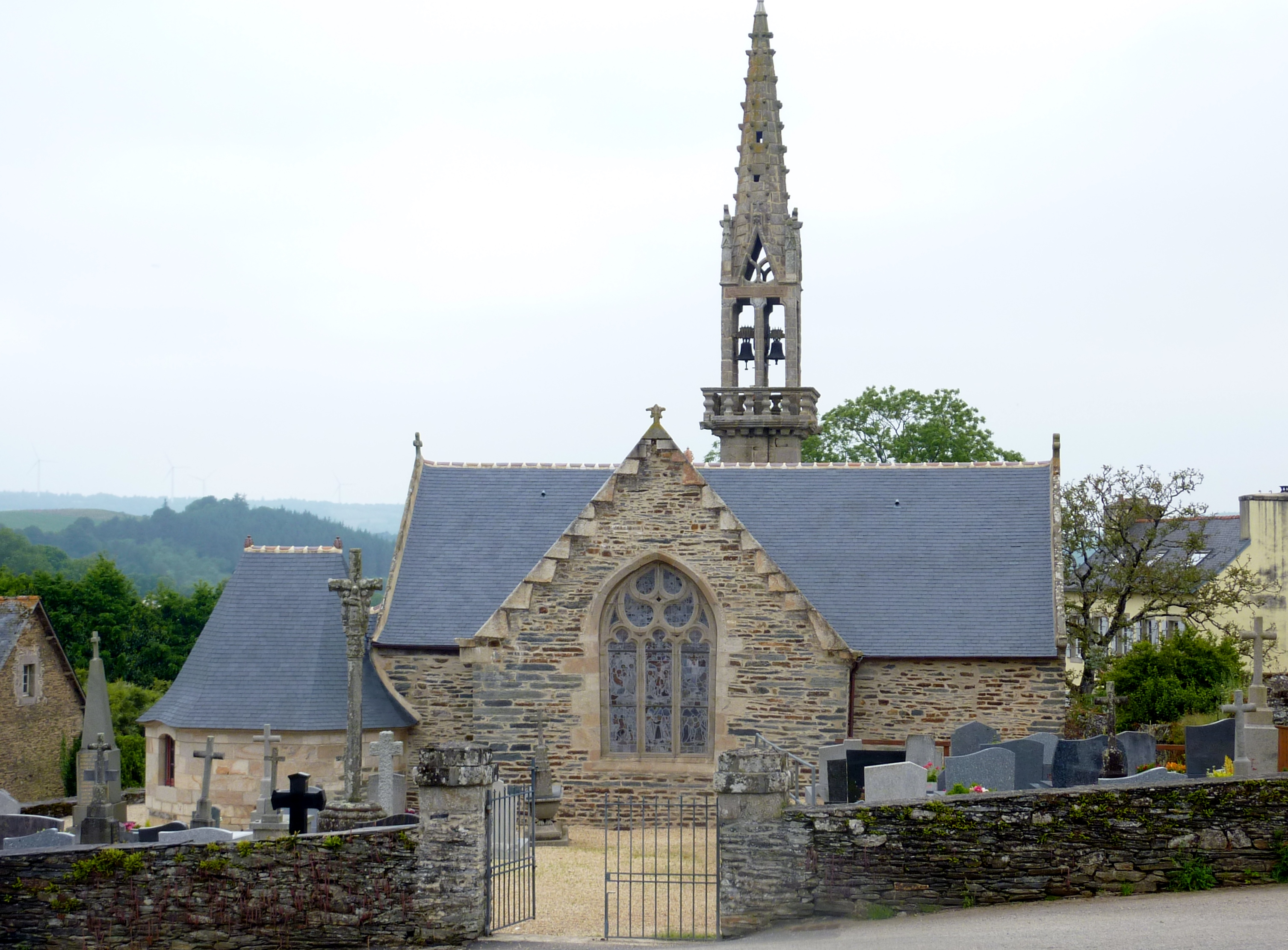
L'église paroissiale Saint-Coulitz vue du sud.

- L'Église paroissiale Saint-Coulitz : en forme de croix latine, elle fut construite en 1558 mais fut remaniée, notamment son clocher, surmonté d'une flèche gothique, possède une galerie à balustres carrés, au cours du XVIIe siècle ; la chaire à prêcher et la sacristie datent du XVIIIe siècle ; l'église possède des sablières sculptées datant du XVIe siècle. L'enclos paroissial comprend un calvaire et un ossuaire qui datent tous les deux du XVIe siècle[47]. Le cadran solaire placé sur le mur extérieur du transept sud représente un ciboire surmonté d'une hostie et encadré de lions. Un chantier de restauration de l'église a été achevé en 2011.

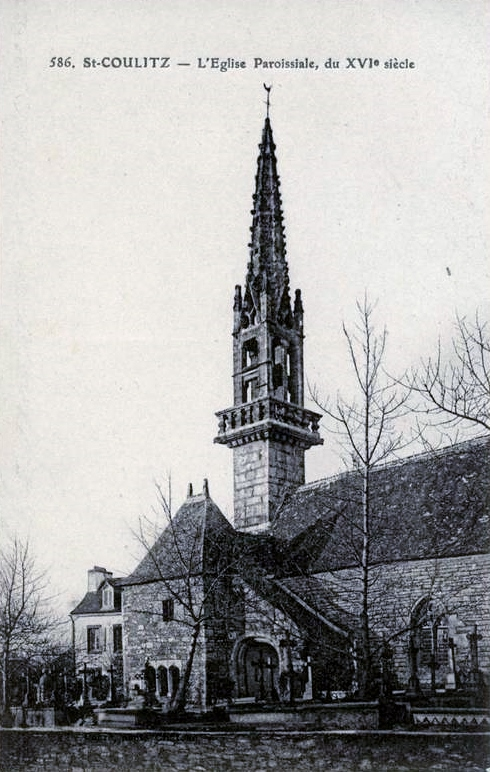
L'église paroissale Saint-Coulitz vers 1930 (carte postale).
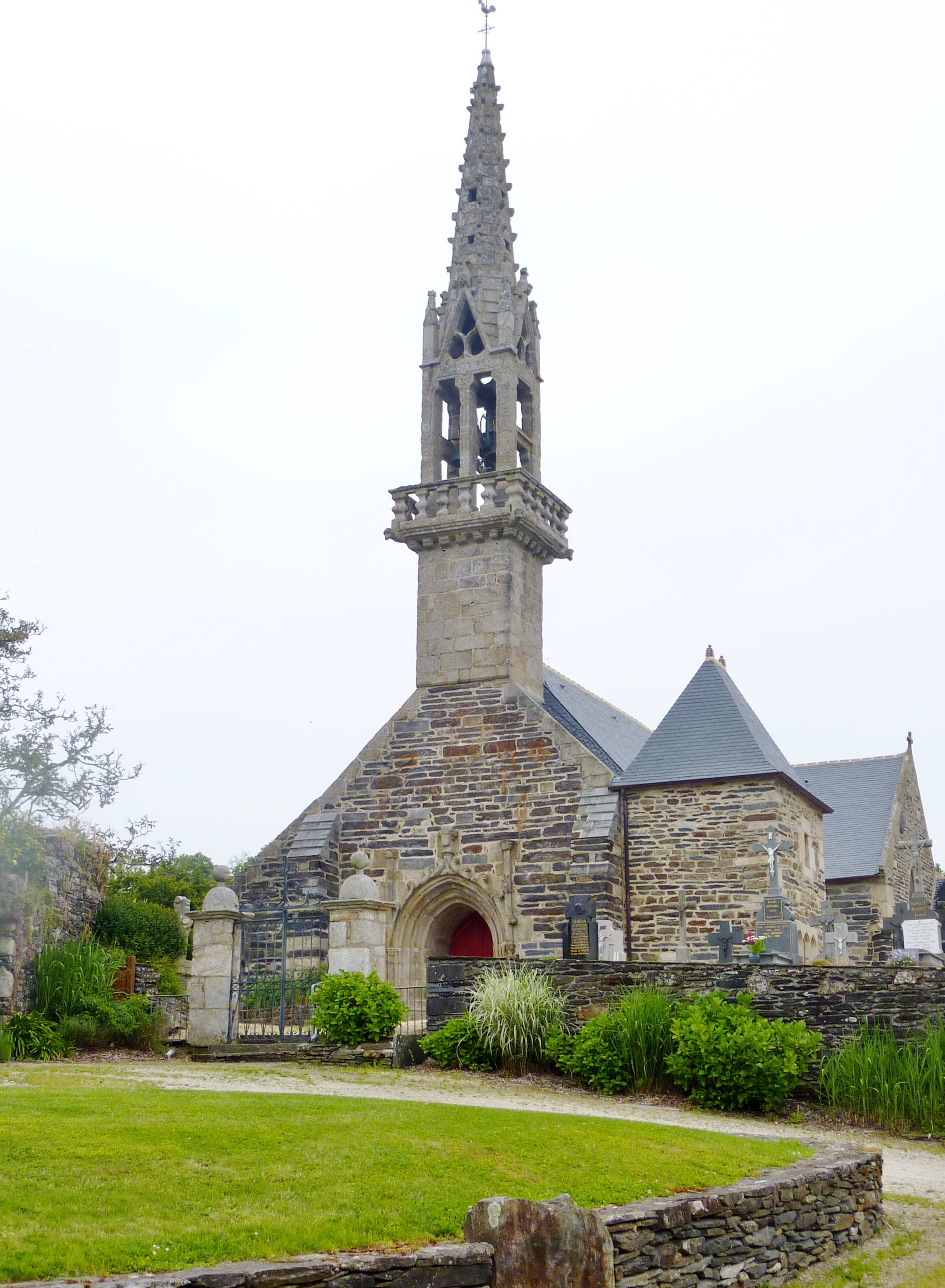
L'église paroissiale Saint-Coulitz : façade occidentale.
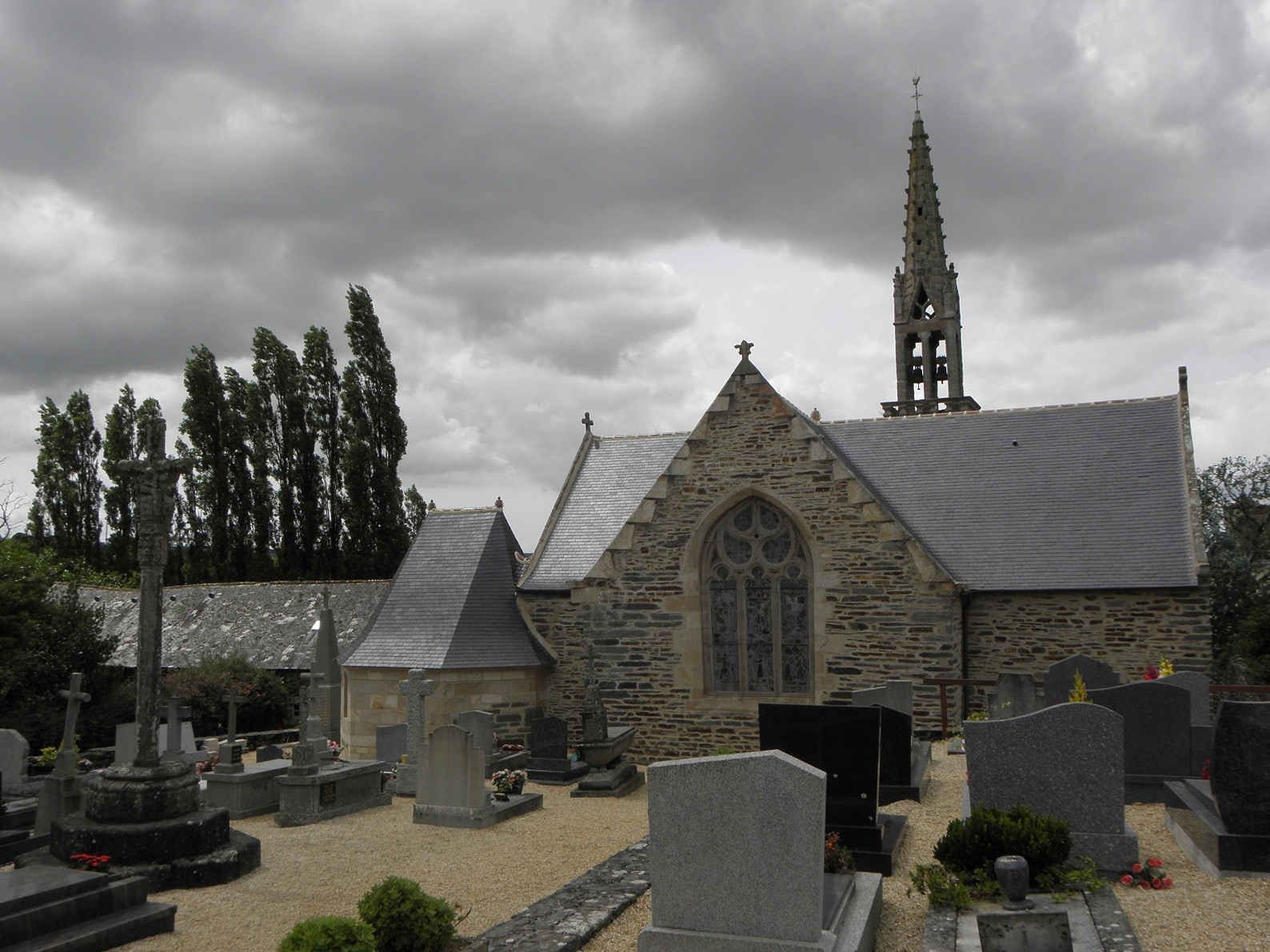
Le chevet de l'église paroissiale Saint-Coulitz.
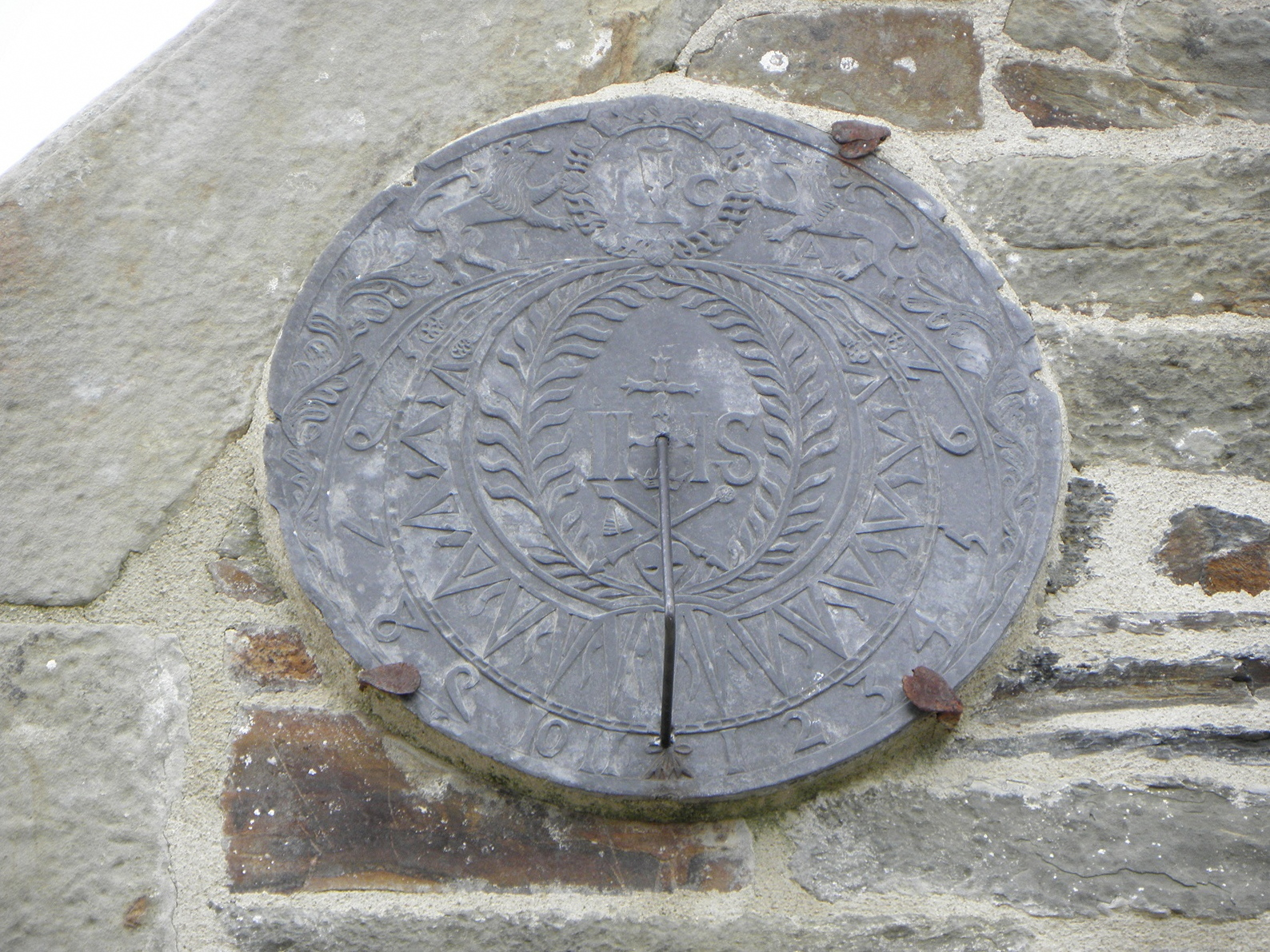
Le cadran solaire au pignon du transept sud de l'église Saint-Coulitz.

- La Chapelle Saint-Laurent, dite aussi chapelle de Troboa : en schiste bleu et grès, elle est en forme de croix latine et surmontée d'un clocheton à dôme, elle date de 1621 (mais a été largement remaniée au début du XVIIIe siècle) et contient des statues de saint Laurent, saint Sébastien, saint Jacques, la Vierge Marie et la Sainte Trinité. En 1929 elle est signalée comme très délabrée, le recteur de Saint-Coulitz écrit alors que « ni la fabrique, ni la municipalité ne sont à même d'engager les dépenses que nécessiterait une restauration de la chapelle »[48] ; elle existe toujours toutefois et possède plusieurs statues anciennes (saint Laurent, saint Jacques, saint Sébastien, sainte Trinité, Vierge Marie, etc..) ; une fontaine de dévotion datant du XVIIIe siècle est située en contrebas de la chapelle ; son eau était réputée guérir l'eczéma, symbole du feu, qui aurait brûlé saint Laurent. La fontaine a été restaurée au début du XXIe siècle[49].

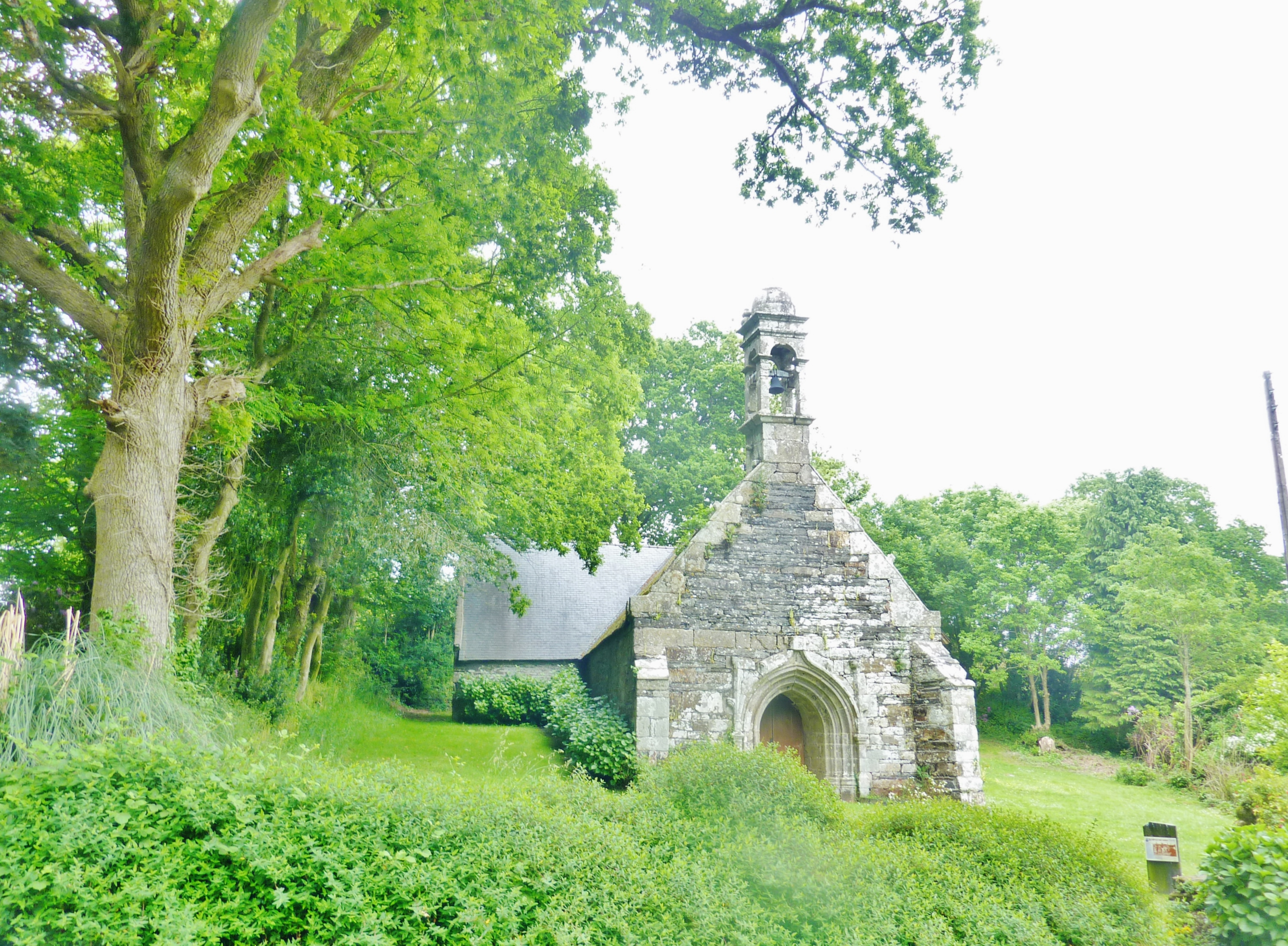
La chapelle Saint-Laurent, vue extérieure d'ensemble.
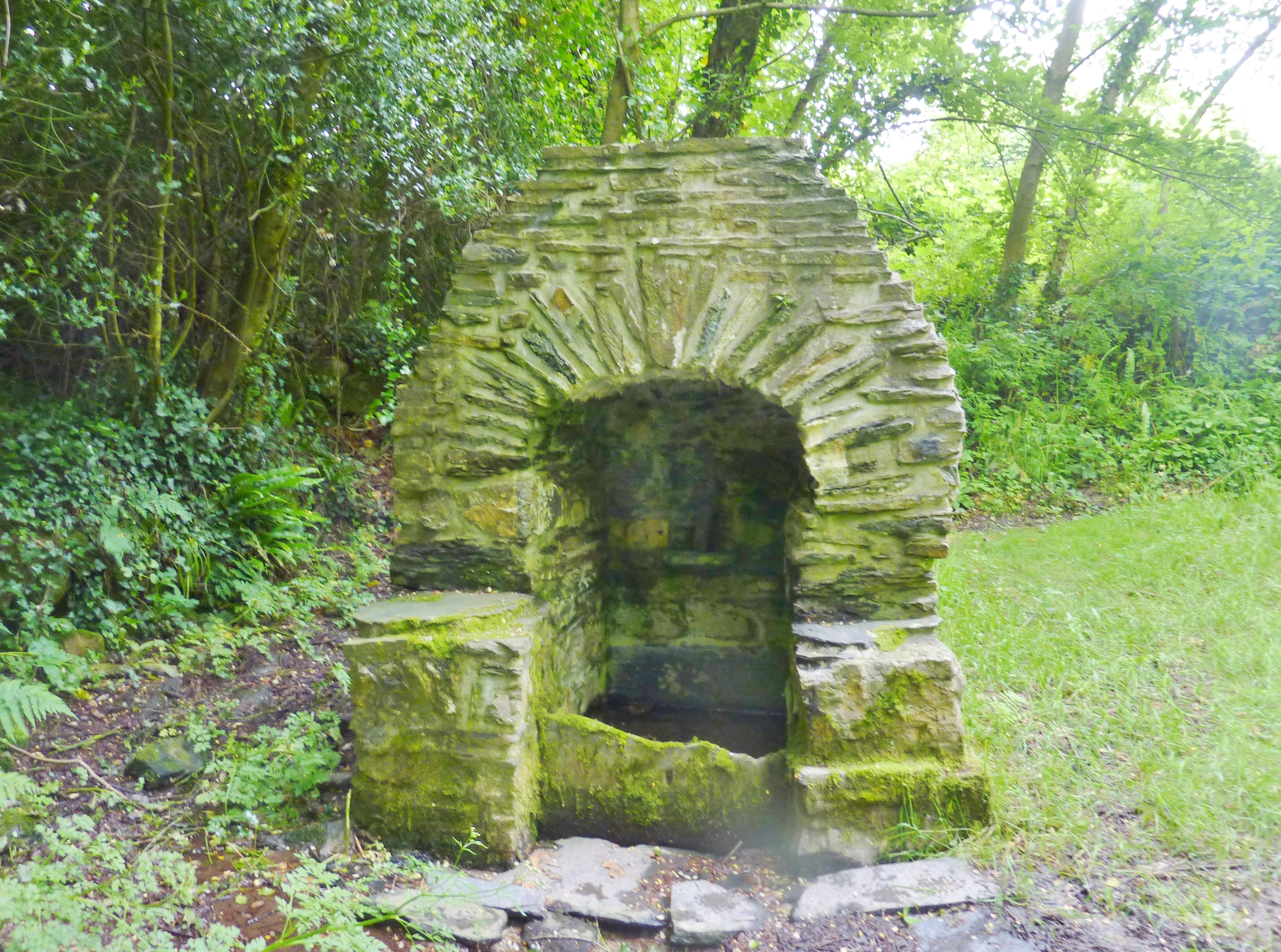
La fontaine de dévotion de Troboa, située en contrebas de la chapelle Saint-Laurent.

- La croix monumentale de Troboa date probablement du XVIIe siècle[50] ; un calvaire se trouve à Croas Ar Born[51]. Un autre calvaire se trouve dans l'enclos paroissial.

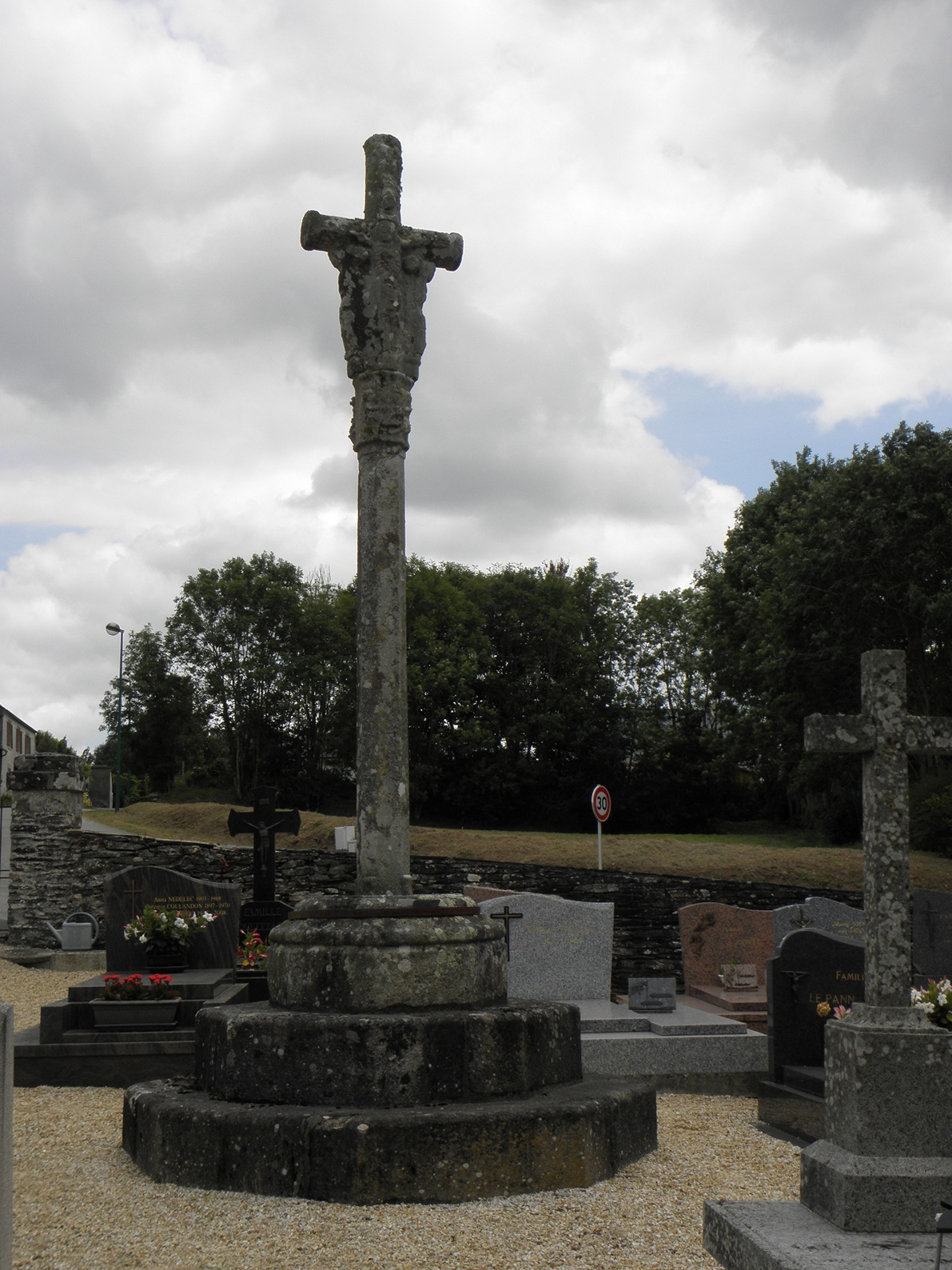
Le calvaire de l'enclos paroissial.

- Plusieurs fermes ont un intérêt architectural[52] : celle de Kerviliou (son bâtiment principal date du XVIe siècle)[53], celle de Kernevez (elle date de 1864)[54], de Pen Ar Run (elle date de 1799)[55] et les deux fermes de Rouantélez (l'une date de 1781, l'autre de 1824)[56] ainsi que, dans le bourg, la maison Kerilis qui date de 1787[57].

## Légende

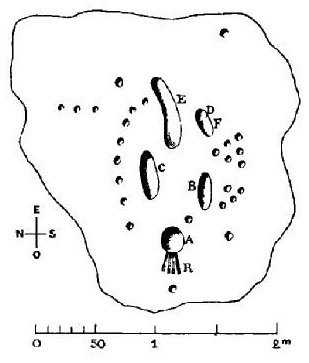
La pierre gravée de Penhoat en Saint-Coulitz (dessin de Paul du Chatellier).

- Les pas de la Vierge : Une roche schisteuse est dénommée Roc'h ar Verhes ("Pierre de la Vierge"), car selon des habitants du village voisin de Penhoat [Pen ar C'hoat], la Vierge Marie serait apparue il y a quelques siècles à cet endroit ; mal reçue par les habitants qui l'auraient poursuivie à coups de pierre, elle s'en fut de l'autre côté du ravin où on lui aurait élevé un sanctuaire. Une pierre portant des cupules passent pour être des empreintes des pieds de la Vierge ; d'autres, plus petites, seraient des impacts des pierres qui lui auraient été jetées[58].

## Personnalités liées à la commune
- Kofi Yamgnane, homme politique franco-togolais, maire de Saint-Coulitz de 1989 à 2001.

## Héraldique
| Blason à dessiner | Blason  | D'argent à deux mains de carnation posées de profil, adossées, ouvertes vers le chef et reliées par les poignets, d'où meuvent deux épis de blé courbés et affrontés d'or, entourant une ampoule électrique posée en pal, le culot d'argent en bas, le bulbe d'azur surchargé de douze étoiles d'or ordonnées en orle, l'ampoule surmontée d'un besant du champ chargé d'un triskel de sable, l'ensemble accompagné de deux mouchetures d'hermine de sable en chef et d'une jumelle ondée d'azur en pointe; le tout enfermé dans une filière de sinople. Devise / CriUn listel portant la devise de la commune "tradition - accueil - avenir" |
| Blason à dessiner | Détails | Le blason de la commune date des années 1991/1992, années de la rénovation de la mairie. L'ampoule rappelle que la commune fût la 1re ville de l'ouest et la 3e ville de France à être électrifiée grâce à l'usine hydro-électrique de Coatigrac'h en 1887; les épis de blé symbolisent l'agriculture; la rivière bleue rappelle l'Aulne, les mains ouvertes symbolisent l'accueil, les étoiles sur fond bleu représentent le drapeau européen,; enfin, le triskell et les hermines matérialisent la Bretagne. Blason présenté sur le site officiel de la commune.                                                                            |